# Traite atlantique en Normandie

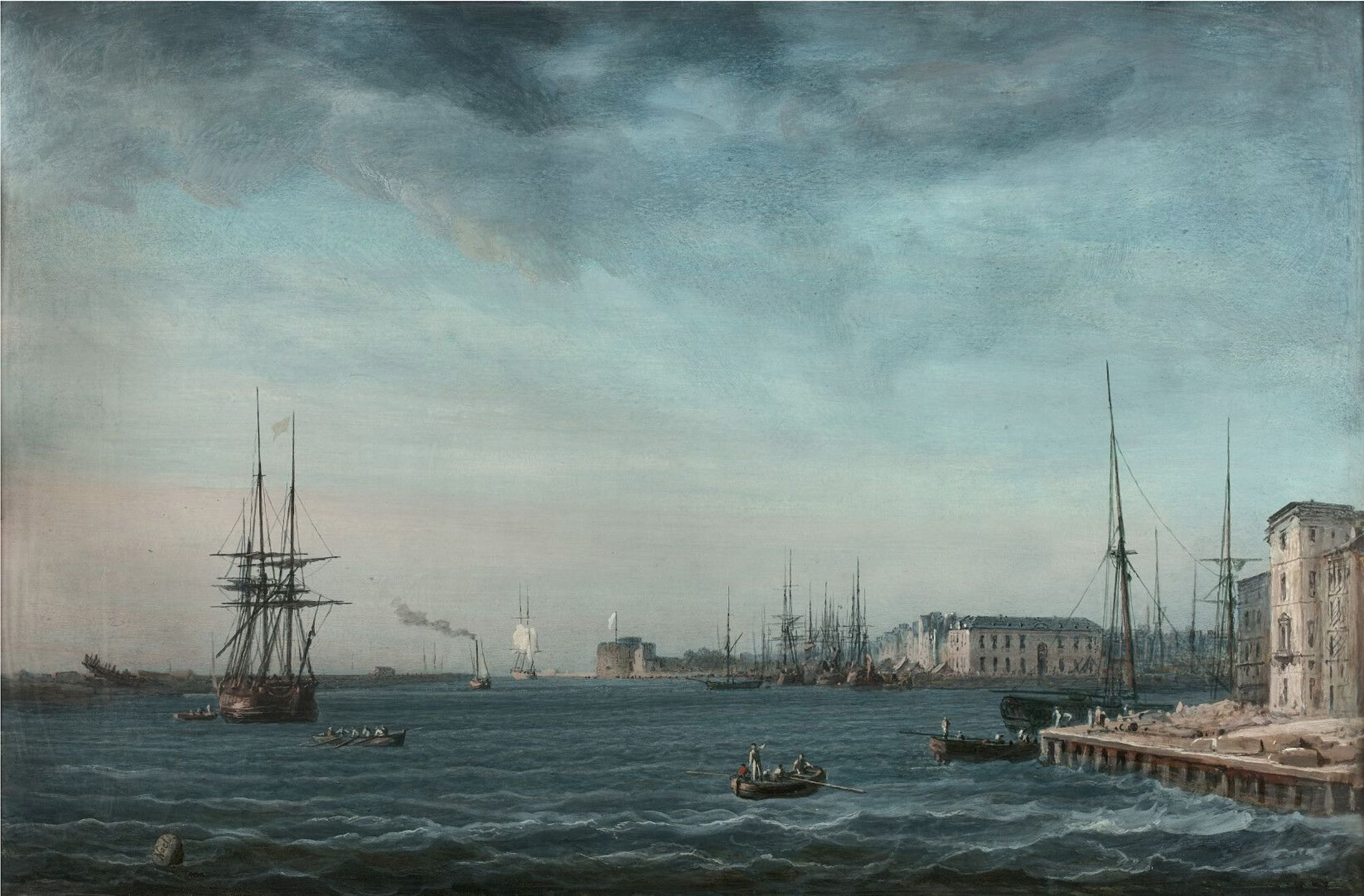
L'entrée du port du Havre à la fin du XVIIIe siècle, par Alexandre-Jean Noël.

La traite atlantique en Normandie désigne la participation de la région normande dans la déportation et le commerce d'esclaves africains vers les colonies françaises et européennes, en Amérique et aux Mascareignes. Ce commerce colonial, intégré au commerce triangulaire, s'étend du XVIe au XIXe siècle, et s'articule autour des trois cités portuaires du Havre, de Honfleur et de Rouen. Ensemble elles forment le deuxième complexe négrier de France, derrière Nantes.

## Le système normand

### Le triangle Rouen, Honfleur et Le Havre
Profitant de sa position stratégique entre la France et l’Angleterre ainsi qu’entre la mer du Nord et les territoires ibériques, la Normandie a très tôt été une zone portuaire active mais elle gagne en importance sous le règne de François Ier, lorsque le port du Havre est construit en 1517. Entre 1540 et 1561, 95% des navires français naviguant pour l’Afrique ou le Brésil partent d’un port normand. Ce commerce florissant est néanmoins endigué par les premières guerres de religion : en 1562, le Havre est occupée par les Anglais tandis que Rouen et Honfleur, sièges protestants, sont encerclées par les troupes royales. Après la reprise de ces villes par les catholiques, le commerce est nettement ralenti et en 1580, le développement de la flotte de Philippe II d’Espagne, roi du Portugal, entrave nettement le commerce transatlantique des Français et des Anglais. Des expéditions sont cependant toujours activement menées à la fin du XVIe siècle et au début du XVIIe siècle malgré les contextes politique et religieux. L’exil des protestants normands profite tout de même aux marchands des Provinces-Unies, qui développent leur propre flotte et plusieurs forts sur la Côté de l’Or, le long de l’actuel Ghana.

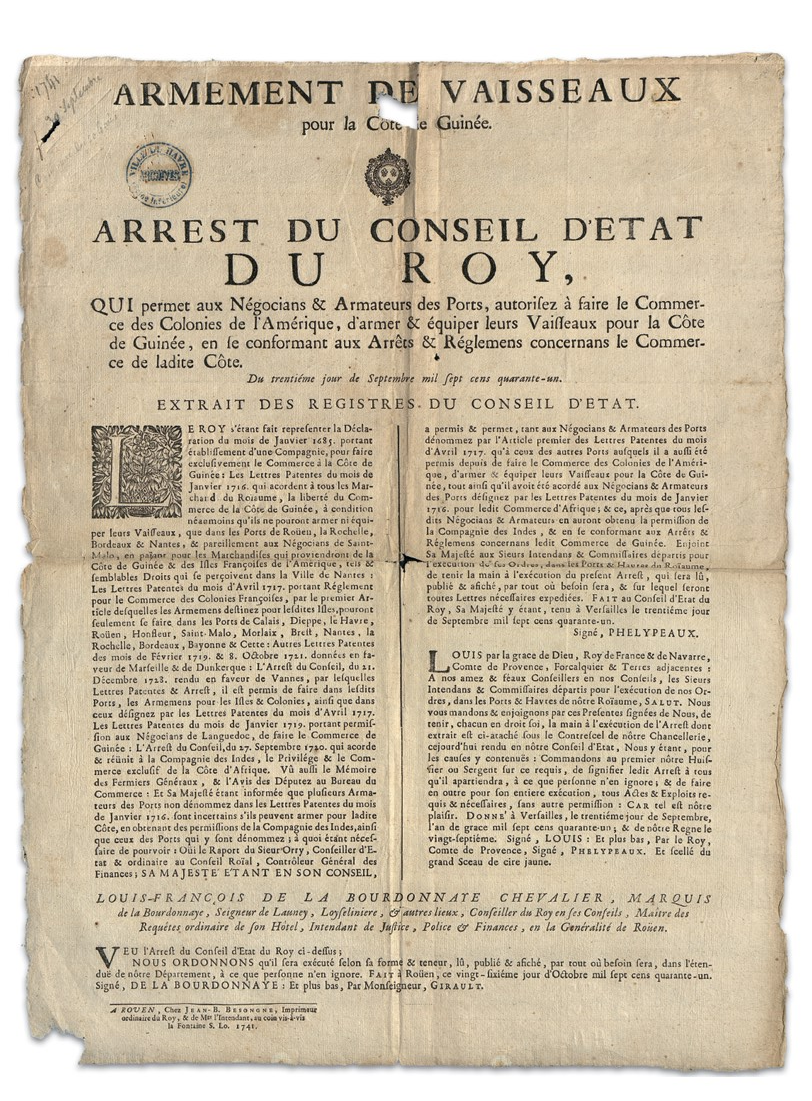
Arrêt du du conseil d’État du Roi, autorisant les négociants à armer des vaisseaux pour la côte de Guinée, en vue du commerce avec les colonies d'Amérique.

Au XVIIe siècle, la Normandie perd ainsi son monopole du commerce en Afrique au sein du territoire français et les investisseurs normands misent plutôt sur le commerce de fourrures au Canada. Le port de Dieppe entretient tout de même quelques contacts marchands avec le Sénégal et le Cap-Vert et en 1633, la Compagnie des marchands de Dieppe et de Rouen, dite aussi Compagnie Rozée ou Compagnie normande, est créée et impose rapidement son monopole commercial sur les côtes sénégalaises, gambiennes et guinéennes. Avec les crises politiques, religieuses et sanitaires de la fin du XVIIe siècle, peu d’expéditions sont menées et les quelques marchands qui s’attèlent à cette tâche essuient les attaques des Anglais.
En 1713, lorsque la paix est signée à Utrecht, le commerce transatlantique reprend dans les ports normands même si leur monopole a depuis été cédé au port de Bordeaux. La France tient nouvellement le premier rang dans le commerce mondial grâce aux colonies outre-Atlantique, ce qui permet aux ports normands de se développer économiquement. Le monopole français de la traite (surtout en Guinée) est cependant de courte durée face à l’effondrement du système de Law et aux révoltes dans les colonies antillaises, stoppant quasiment toute activité de traite en Normandie dans les années 1730 et 1740.
Dans les années 1750, les Normands participent de nouveaux à des expéditions "négrières" et cette économie reste stable même au cours de la mouvementée guerre de Succession d’Autriche. Mais la paix est encore une fois de courte durée alors qu’un nouveau conflit éclate en 1756 : la Guerre de Sept Ans. Les navires anglais empêchent toute activité commerciale maritime des Normands jusqu’à la fin de la guerre en 1763.
La période de paix qui s'ensuit s’annonce très florissante en Normandie, en particulier grâce au commerce transatlantique. Entre 1763 et la Guerre d’indépendance américaine en 1775, le commerce avec les colonies devient la principale activité des ports normands, rapportant une trentaine de millions de livres tournois en 1776 (à titre de comparaison, ces échanges ne représentaient qu’un million de livres dans les ports normands en 1730). La traite négrière reprend plus particulièrement son cours au Havre, avec plus de 200 armements havrais entre 1783 et 1791, bien que ce commerce intéresse nouvellement les armateurs de Honfleur. Cette traite florissante est de courte durée puisqu’avec la Révolution française et la révolte des esclaves de Saint-Domingue, l’abolition de l’esclavage est proclamée une première fois en 1794. Rétabli ensuite par Napoléon, la traite fait ensuite l'objet d'une interdiction formelle (mais pas l'esclavage) sans toutefois être criminalisée. Il faut attendre la seconde abolition de 1848 pour mettre un terme définitif à la traite depuis les ports français.

#### Le Havre
L'activité négrière du Havre débute de manière précoce en 1548 lorsque des marchands parisiens s’associent avec Guyon d’Estimauville, fils d’un des fondateurs du Havre, pour mener deux navires en Sénégambie afin d’y capturer et d’y revendre des esclaves. Dans les années 1570, des documents attestent également du commerce d’esclaves au Venezuela par des marchands havrais, qui les vendent aux colons espagnols à un prix bien moins élevé que celui des marchands espagnols. En 1664 et 1665, Le Havre accueille les structures des Compagnies des Indes créées sous l’impulsion de Jean-Baptiste Colbert, mais l’activité de traite négrière y est peu florissante. Les voyages organisés par la Compagnie du Sénégal entre 1672 et 1708 accumulent eux-aussi des déficits jusqu’à la fin de la guerre de la Ligue d’Augsbourg. Face à la croissance de l’économie sucrière sur l’île de Saint-Domingue, le besoin de main-d’œuvre se fait finalement sentir : au début du XVIIIe siècle, le port du Havre délaisse son activité majeure de pêche à Terre-Neuve — déléguée à d’autres ports normands — au profit d’expéditions de traite négrière en Guinée. Ces expéditions menées sous la coupe de la Compagnie royale du Sénégal puis de la nouvelle Compagnie des Indes font s’imposer le port du Havre comme le deuxième port français dans le commerce triangulaire[réf. nécessaire].
Le Havre tire notamment son importance de l’implantation de plusieurs compagnies marchandes spécialisées dans le commerce triangulaire, dont certaines profitent de privilèges royaux, puis de l’implantation de certaines familles, comme les Foäche, dans les colonies. Les armateurs mettent voile principalement vers la Martinique, la Guadeloupe et Saint-Domingue, comptabilisant plusieurs centaines de voyages dans la première moitié du XVIIIe siècle. L’activité florissante du Havre est cependant mise à mal par les Anglais lors de la Guerre de Sept Ans entre 1756 et 1763, qui marque la perte du Canada. Au lendemain de ce conflit, face à un contexte économique instable, l’activité de traite du Havre se répartit surtout entre six maisons d’armements : les Bégouen-Demaux, Veuve Foäche & fils, les Baudry & Boulongne ainsi que Louis Legrand & Cie. Après cette baisse d’activité, alors que les ports normands renouent avec la traite négrière, Le Havre s’impose comme le troisième port négrier de France derrière Nantes et Bordeaux. La Guerre d’indépendance américaine requiert notamment plus de main-d’œuvre servile tandis que la demande en denrées alimentaires coloniales ne cesse d’augmenter. Entre 1783 et 1793, 203 expéditions entraînent la déportation de 46 000 captifs depuis le port du Havre mais le commerce commence à s’effondrer à partir de 1788, alors que le commerce transatlantique connait une crise majeure. Malgré les expéditions fructueuses de certaines maisons havraises et la formation de club pro-Négrier -comme le Club Massiac-, le commerce esclavagiste du Havre s’essouffle dans les années 1790 et entraîne une longue dépression de l’économie de la ville. Sur plus de trois siècles de pratiques esclavagistes, la ville du Havre aura ainsi été le point de départ de 451 expéditions de traite.

#### Honfleur
Bien que son histoire soit parfois oubliée face à son voisin le port du Havre, le port de Honfleur s’impose dès le Moyen Âge mais il reste toujours au second plan à cause de son estuaire souvent rendu inaccessible par la présence de bancs de sable. Il s’agit cependant du premier port normand à pratiquer la traite négrière, avec une activité attestée dès 1548 dans la lettre d’un observateur portugais. 
« Il y a quinze jours environ, est arrivé un navire de la côte de la Malaguette dans un port de Normandie appelé Honfleur, chargé de Noirs pour les conduire au Pérou».
Avant l’âge d’or de la traite normande à la fin du XVIIIe siècle, de nombreux bateaux partent de Honfleur en direction du Brésil, du Canada ou de l’Afrique même si leur activité de traite est sporadique. Le port de Honfleur prend aussi en importance grâce à ses chantiers de construction navale, même si peu des bateaux réalises à Honfleur sont destinés à la traite atlantique. Au début du XVIIIe siècle, le port de Honfleur récupère également les activités de pêche du port du Havre aux côtés d’autres ports normands comme ceux de Dieppe ou de Granville. Ces ports comptent parmi les principaux ports de pêche du royaume français tout au long du XVIIIe siècle,.
Au temps de la Compagnie du Sénégal, quelques expéditions de traite partent du port de Honfleur mais la grande activité de traite honfleuraise ne débute qu’après la Guerre de Sept Ans : entre 1763 et 1792, 114 expéditions sont menées depuis le port de Honfleur, qui se hisse ainsi à la cinquième place des ports de traite français. Certains Honfleurais se font ainsi un nom dans le secteur de la traite atlantique, comme la maison Prémord ou la maison Lacoudrais. Dans le cas de Honfleur, la vision de « port de secours » du port du Havre est totalement erronée puisque l’activité de traite de ces deux ports est totalement complémentaire, surtout que les armateurs honfleurais choisissent des sites d’achat et de vente parfois très différents de ceux des armateurs havrais.

#### Rouen
Au début du XVIe siècle, Rouen est la capitale financière et administrative du royaume mais aussi le premier port de France. Elle est notamment le centre de commandement du voyage pionnier des frères Verrazzano vers l’Amérique -en juin 1523-, qui permet de cartographier les côtes de Nouvelle-France et d’Acadie. En 1583, le premier explorateur de la Nouvelle-Angleterre, Étienne Bellenger, est également un rouennais. Aux côtés des Malouins et des Dieppois, les marchands rouennais conservent le monopole français du commerce transatlantique à la fin du XVIe siècle et au premier tiers du XVIIe siècle : les expéditions au départ de ports normands sont financées par des Rouennais comme Colier ou Le Gendre, puis par les agents de la Compagnie de Rouen ou la compagnie Dugard.
Au début du XVIIIe siècle, après la signature du traité d’Utrecht, Rouen est connue comme l’une des villes les plus florissantes pour le commerce en Europe, surtout que ses activités commerciales et maritimes sont massivement réorganisées. Elle s’impose notamment comme un grand centre manufacturier de toile, échangeant du coton aux Antilles contre les fameuses « indiennes » de la ville. Certaines maisons marchandes rouennaises s’imposent dès le début du siècle dans le commerce triangulaire en finançant des expéditions principalement bretonnes : les familles Bouëtte et Le Couteulx sont notamment très impliquées. Dans le dernier quart du XVIIIe siècle, face à une économie plus que propice, les Rouennais sont grandement engagés dans la traite, de façon directe ou indirecte, et profitent de nombreux soutiens parisiens. Rouen s’impose ainsi comme le centre nerveux d’un rhizome liant Paris et les ports normands dans le contexte plus global d’un commerce transatlantique de plus en plus enrichissant. Pour les marchands rouennais, la traite ne représente cependant qu’une activité commerciale transversale, nécessaire à l’acquisition de produits issus de l’exploitation coloniale (coton, tabac, huile de baleine, etc.).

### Les grandes familles de la traite
De nombreuses personnes participent au commerce triangulaire et aux diverses expéditions partant de la Normandie : aussi bien des armateurs, des actionnaires, des capitaines, pour ne citer qu’eux. Ainsi avec l’essor de la traite au XVIIIe siècle, plusieurs membres issus de même famille y prennent part. Un nombre grandissant de familles impliquées s’observe au cours de ce siècle. Au Havre plus de 160 familles sont recensées au final comme participant au commerce triangulaire. Malgré tout, toutes ne perdurent pas, un renouvellement presque constant s’opère, seulement une dizaine de familles perdurent et existent sur une longue période.

#### Au Havre

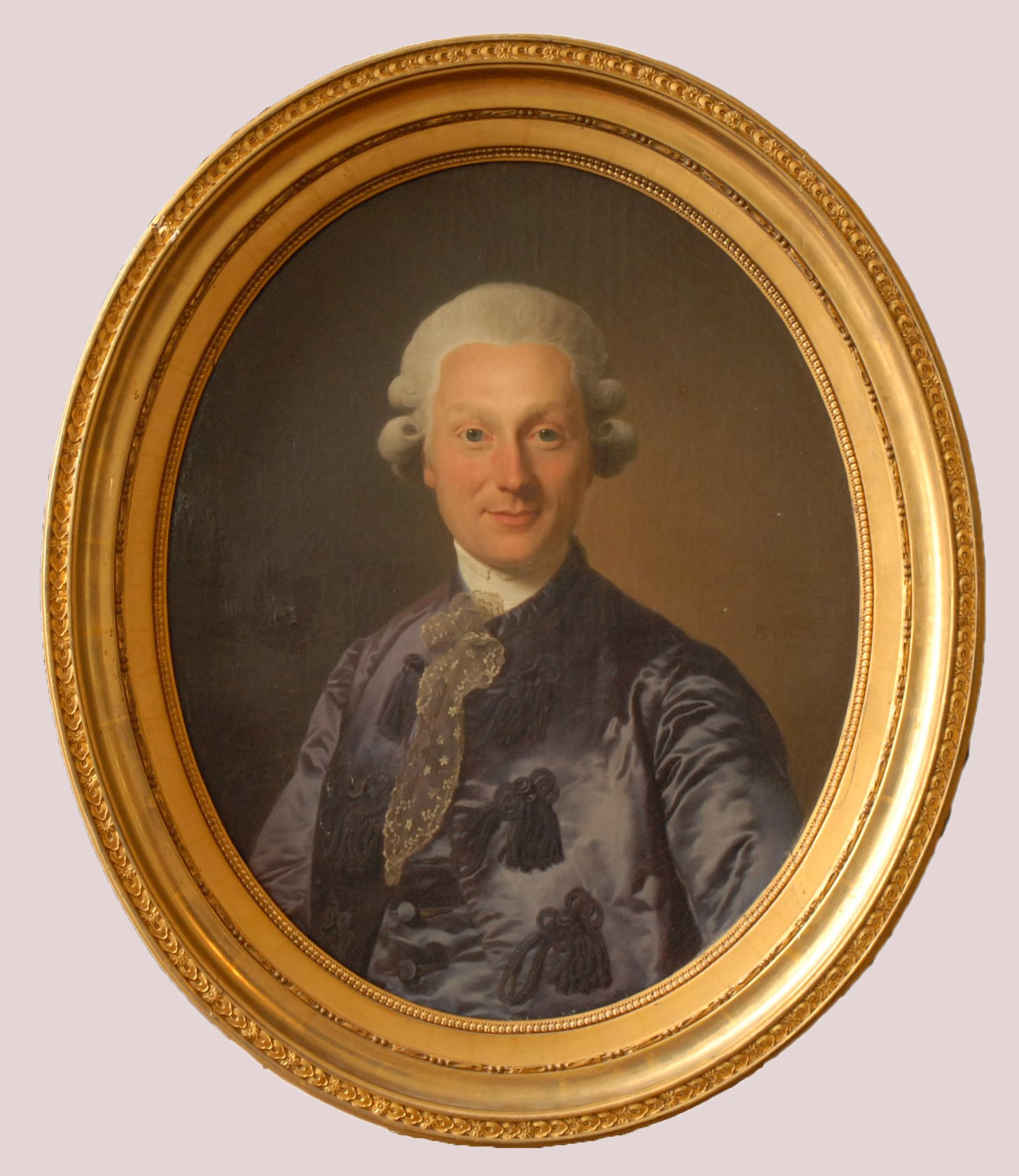
Portrait de Jacques-François Bégouen-Demeaux par Alexandre Roslin, 1781.

Les archives municipales du Havre témoignent de l'essor du commerce au XVIIIe siècle, notamment par l'implication croissante des familles locales dans le commerce triangulaire.
L'activité de traite au Havre présente certaines spécificités par rapport aux autres ports français impliqués dans cette activité, comme Nantes ou Bordeaux. Elle se distingue par l'évolution fluctuante du nombre d'expéditions. Alors que les autres ports montrent une croissance progressive et régulière, la traite havraise a connu un développement spectaculaire dans les dernières années de l'Ancien Régime, suivi d'un déclin brutal en 1791, notamment en raison des troubles liés à la révolte de Saint-Domingue. Par ailleurs, les capitaux mobilisés par les négociants havrais étaient relativement modestes comparés à ceux de leurs homologues nantais ou bordelais. Une concentration notable des investissements est observée, six maisons havraises ayant à elles seules armé 60% des navires négriers. Deux chambres d'assurances vont être fondées par les première familles négociantes havraises dès 1735. Elles vont avoir pour objectif de garantir les armements en cas de de perte de navire, des captifs ou bien des produits transportés. Parmi les grandes familles d'armateurs havrais nous retrouvons :
- Bégouen : origine du lien de cette famille avec le commerce triangulaire avec Jacques-François Bégouen-Demeaux. Famille avec une origine modeste[33], qui va utiliser le commerce et la traite comme moyen d’ascension sociale. Ils vont commencer à commercer avec l’Espagne avant de se tourner vers les Antilles[33]. L'orthographe du nom de cette famille varie en fonction des sources, cela peut-être orthographié 'Bégouen' ou bien 'Bégouën'.

Portrait de Stanislas Foäche par Alexandre Roslin, vers 1785.

- Foäche : famille d’ores et déjà bien établie au Havre, avec de larges moyens. Commence le commerce avec Saint-Domingue sous l’impulsion de Martin-Pierre Foäche[18]. Ils commencent par du commerce en droiture : par la vente de tabac ou de sucre, puis ils se tournent vers la traite au cours des années 1730. Leur commerce est structuré et bien établi à l’aide d’un comptoir fondé tôt à Saint-Domingue par Stanislas Foäche[18].
- Féray[33]
- Chauvel[33]
- Homberg[33]
- Boivin et Colombel[18]

#### À Rouen

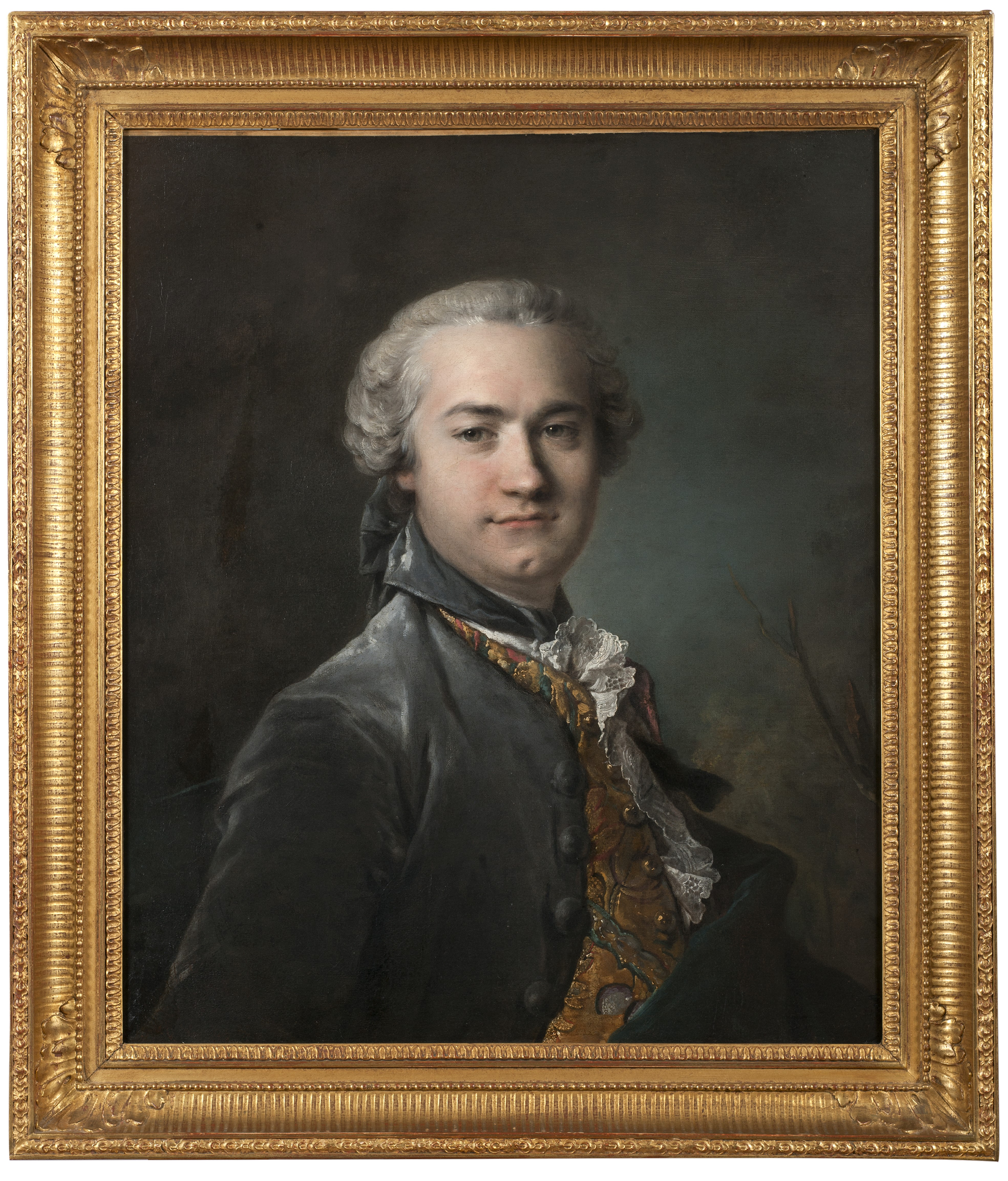
Portrait d'Antoine IV Le Couteulx de Verclives par Louis Tocque (fin 18e).

Rouen joue un rôle prépondérant dans la traite « négrière » dès la création de la Compagnie du Sénégal en 1673,, bien que celle-ci ait été établie au Havre. À ses débuts, la compagnie est exclusivement dirigée par des Rouennais. En janvier 1716, Rouen, aux côtés de La Rochelle, Bordeaux et Nantes, figure parmi les ports autorisés à pratiquer librement le commerce avec les Antilles. Ce privilège est étendu au Havre en 1721. Le port de Rouen devint, dans le système de traite en Basse Seine un port de « continuation d’entrepôt », complémentaire de son avant-port du Havre d’où partaient et arrivaient les bateaux de gros tonnage.
Malgré cette extension, les négociants havrais demeurent subordonnés aux capitalistes rouennais, qui contrôlent l'ensemble des opérations logistiques. Ces derniers organisent les allées et venues des chalands et des allèges transportant vers Rouen les marchandises issues du commerce négrier transitant par Le Havre.
- Le Couteulx

#### À Honfleur

Buste de Nicolas Coudre Lacoudrais.

Honfleur s'est affirmé comme un centre de négoce actif tourné vers le Canada, l'Afrique et les Açores. Grâce à la présence de marins expérimentés, notamment des pilotes et des corsaires. La traite négrière à Honfleur connaît un développement significatif après la fin de la guerre de Sept Ans (1756-1763), qui marque un tournant pour l'essor de cette activité dans la région. Cependant, c'est véritablement après 1780 qu'Honfleur joue un rôle accru dans ce commerce, devenant un port de relais important pour pallier les limitations du port du Havre, alors engorgé en raison de capacités d'accueil modestes.
- Lacoudrais : cette famille de négociants débute ses premiers armements assez tardivement, en 1783[37], cela se perdurera jusqu’en 1791[37], sous le nom « Lacoudrais Père, Fils Ainé et Cie ». Avant le début de leur activité de négoce, la famille Lacoudrais était d’ores et déjà influente et puissante : Nicolas Lacoudrais, ainé de la famille, est nommé en 1770 par le duc d’Orléans, pour deux ans, échevin de la ville d’Honfleur[37].
- Prémord : l’une des premières famille d’armateurs et de négociants d’Honfleur, avec en premier armement en 1755[37], puis une augmentation de la fréquence à partir de 1763[37]. Cette famille sera très active jusqu’en 1791[37]. Tout comme les Lacoudrais, la famille Prémord, avec Jean-Baptiste Prémord, était une figure de l’élite politique et économique d’Honfleur, en parti avec sa nomination en tant que Porte-clefs de la ville en 1749, Jean-Baptiste Prémord est également Conseiller du Roi[37].
- Picquefeu de Bermont[37]
- Le Bouteiller[37]
- Massac-Lermercis[37]

### Les anonymes de la traite: marins, artisans, ouvriers
L’activité marchande autour de la traite atlantique structure, en particulier au XVIIIe siècle, l’économie de la région normande. Elle réunit de nombreux métiers, à l’image des financeurs (liés aux domaines de l’assurance, de l’armement, du négoce), des marins, des ouvriers de ports ou des fabricants de textile. La traite alimente alors largement le marché du travail normand. Elle permet ainsi à des pans entiers de la population d’assurer leur subsistance quotidienne, non seulement dans les villes portuaires du Havre, de Rouen et de Honfleur, mais également dans l’arrière-pays normand.

#### Les métiers de financement et d'organisation
L’armateur est la figure centrale et le premier bénéficiaire du financement de la traite atlantique. Les petites maisons d’armement ne tiennent souvent pas plus de deux ou trois voyages. Elles périclitent en raison de la concurrence commerciale européenne – en particulier dans des périodes de guerre comme la guerre de Sept ans – et de l’augmentation des prix des produits intervenant dans la chaine d’approvisionnement. Seuls les grands armateurs investis dans les liaisons d’habitations tirent leur épingle du jeu. Entre 1743 (première expédition privée depuis Honfleur) et 1792 (arrêt du commerce suite aux révolutions de France et de Saint-Domingue), seulement 34 armateurs travaillent pour la traite à Honfleur.
Chargé de fournir le navire, de trouver un équipage, de constituer une cargaison de marchandises – monnaie de traite – appropriée et de prévoir l’avitaillement du navire, l’armateur s’appuie sur de multiples actionnaires. Si les riches familles de négociants sont évidemment les principaux financeurs des expéditions, le système autorise des investisseurs beaucoup plus modestes à intervenir selon les moyens dont ils disposent. Marie Le Masson Le Golft évoque ainsi son cordonnier et sa cuisinière échangeant au sujet de l’investissement de leurs économies dans la constitution de pacotilles.
Le secteur financier fait intervenir également d’autres acteurs comme les assureurs. Deux compagnies d’assurances sont fondées au Havre en 1735 par les premières familles de négociants.

#### Les métiers de la vie portuaire
Si les marins sont recrutés indifféremment sur des navires de traite ou sur des navires engageant un autre commerce, le secteur profite du développement du commerce de traite en recrutant toujours davantage jusqu’à l’apogée de la traite dans les années 1780. L’équipage d’un seul navire peut comporter jusqu’à 60 hommes, mariniers ou non mariniers (cuisiniers, voiliers, charpentiers de navire…). Au regard des registres de matricules des marins des navires négriers havrais de la seconde moitié du XVIIIe siècle (1749-1793), les équipages de ces navires appartiennent pour beaucoup à un groupe modeste d’artisans du bois ou du textile (24%), de travailleur journaliers des villes (13,8%) et d’une paysannerie modeste vivant dans les paroisses limitrophes (10,5%).

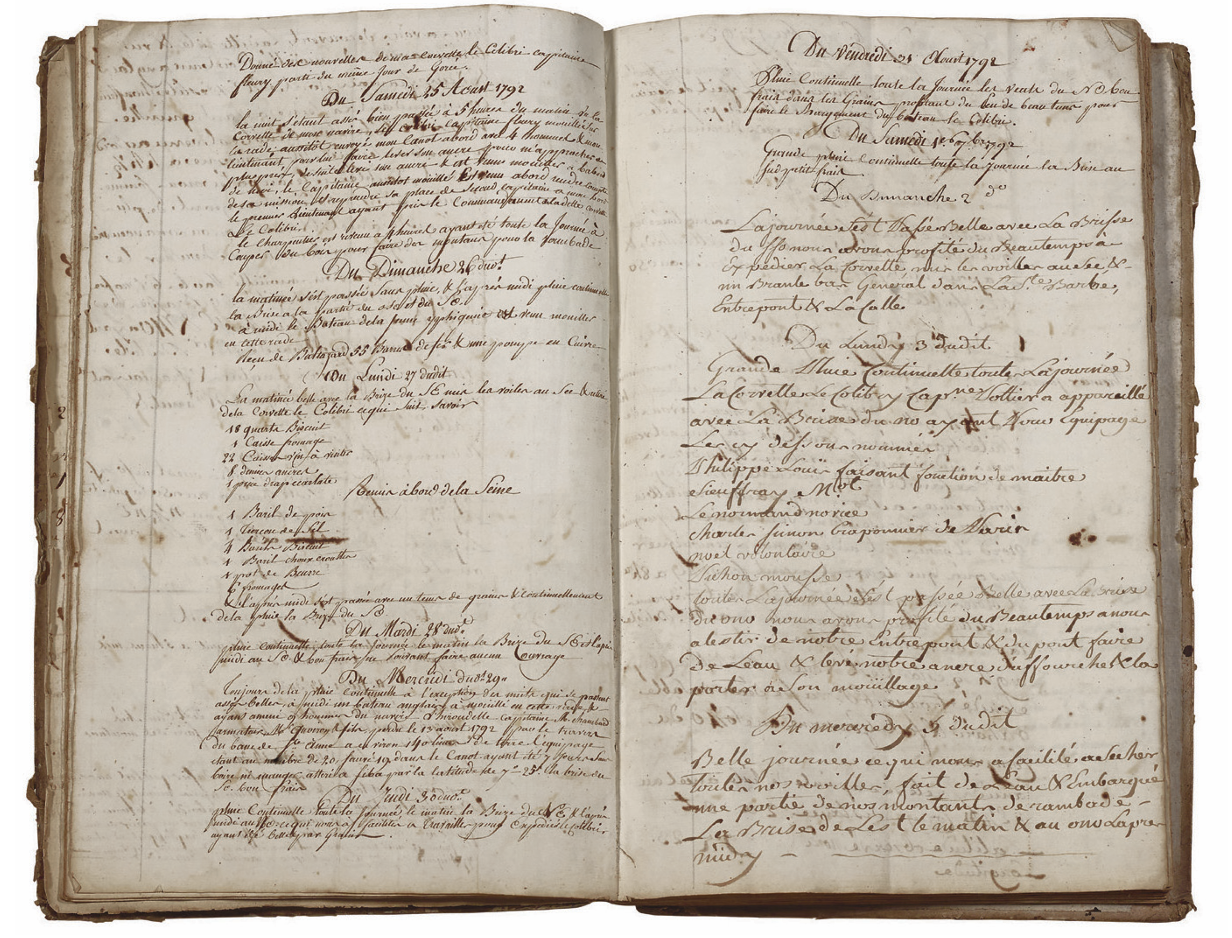
Journal de bord du navire L'Aimable Rose pour la côte de Guinée, Capitaine Jacques Lacoudrais armateurs Mrs Lacoudrais Père fils aîné & compagnie d'Honfleur, 1792-1793, Honfleur, Musée de la Marine, inv. 999.0.202

Le secteur de la construction navale normande ne profite pas autant du commerce de traite car les bateaux utilisés à cette occasion sont souvent des bateaux déjà existants et ayant eu d’autres fonctions. Le recrutement d’un ou de plusieurs charpentiers de marine embarqués devient dans ce cas indispensable. Le charpentier est chargé d’aménager le navire selon les différentes temps de traite : la traversée jusqu’en Afrique, l’accueil des captifs, la traversée jusqu’aux Iles d’Amérique, la réception des denrées coloniales puis le retour en Normandie. Les travaux du charpentier de l’Aimable Rose – navire commandé par Jacques Lacoudrais et appareillant pour la côte de Guinée le 3 juillet 1792 – sont mentionnés dans le journal de bord ; parmi d’autres opérations, il est chargé le 23 aout 1792 de fabriquer « des montants de rambarde ».
Certains navires neufs sont tout de même commandés spécifiquement pour la traite, à l’image du chantier honfleurais de Joseph-Augustin Normand, qui fait construire l’Aimable Céleste, trois-mâts de 66 pieds et 150 tonneaux dont le devis, qui comporte la mention « propre pour le commerce de la traite des noirs à la côte de guinée » est réalisé le 17 octobre 1791 à destination des négociants locaux Lallement et Beauzamy. Ces chantiers font vivre de nombreux ouvriers.

#### Les métiers du textile

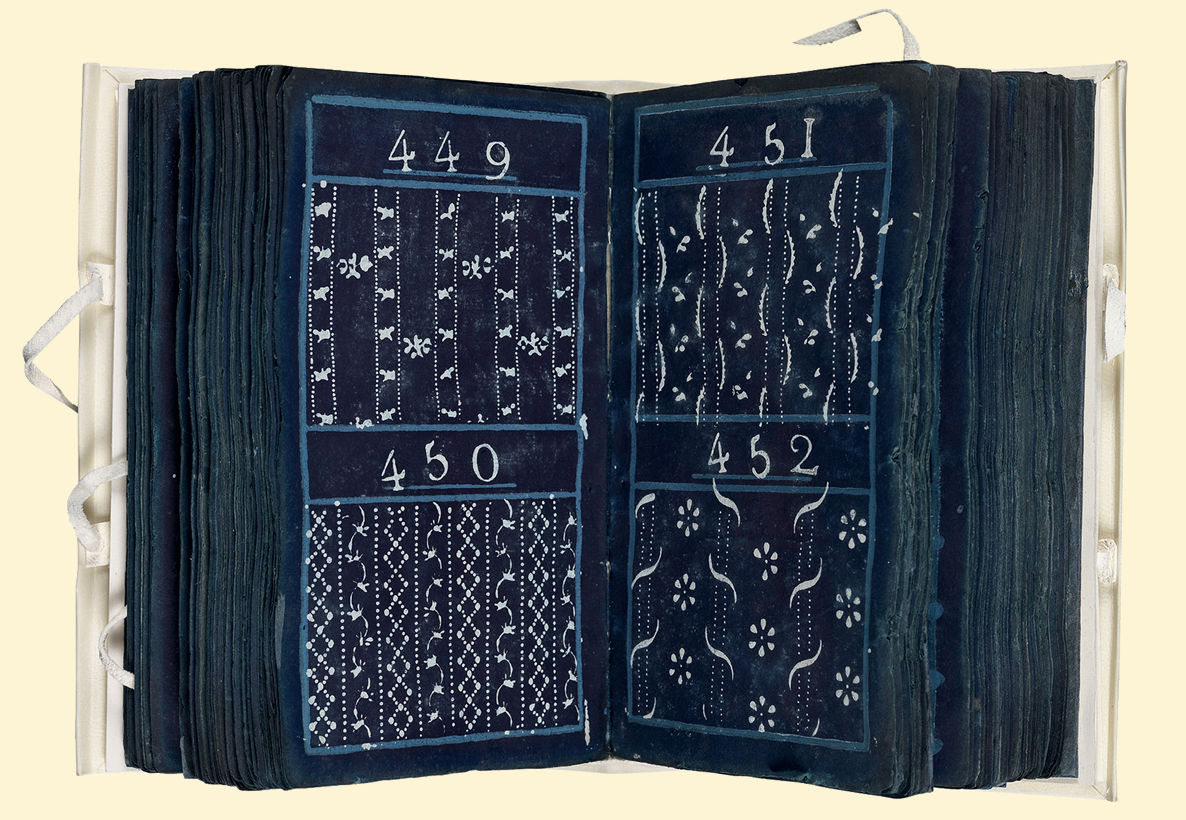
Livre d'échantillons de tissus d'indiennes de traite, 19e siècle, Notre-Dame-de-Bondeville, Musée industriel de la Corderie Vallois - RMM, inv. 93.7.2 (6)

Au XVIIIe siècle, l’industrie manufacturière de la basse vallée de la Seine dépend en partie des matières premières importées des Amériques transitant par Rouen puisqu’elle transforme et commercialise des produits tirés de ces matières premières importées d’Europe et des Amériques. Sous l’impulsion des marchands urbains, les rouets à filer le coton envahissent les chaumières des campagnes. Entre 1730 et 1770, la production de l’industrie textile est ainsi multipliée par trois et, à la veille de la Révolution française, la Normandie est l’un des principaux centres textiles français et européens.
Une partie non négligeable de cette production est destinée à être échangée comme pacotille sur les côtes d’Afrique contre des esclaves. Les activités de traite stimulent la production industrielle, surtout dans la seconde moitié du XVIIIe siècle. En 1776, les ports normands expédient ainsi pour plus de 503 000 livres tournois de produits textiles en Guinée, dont la majeure partie est composée de toiles de lin blanches, de toiles de coton, et d’indiennes.

#### Les autres secteurs
En Normandie, les secteurs liés à la vie portuaire et au textile ne sont pas les seuls stimulés par la croissance de la traite des esclaves. Dans la même logique que les marchandises textiles, certains produits issus des verreries normandes – rassades, petites perles de verre, miroirs – sont fabriqués essentiellement pour servir de monnaie d’échange. De même, la production régionale d’eau-de-vie augmente fortement du fait de leur utilisation comme pacotille. Pour la seule année 1776, ce sont plus de 150 000 litres de calvados qui sont expédiés en Guinée depuis les ports normands.

## La traite et les présences noires

### Les différents circuits de la traite

#### Le circuit transatlantique

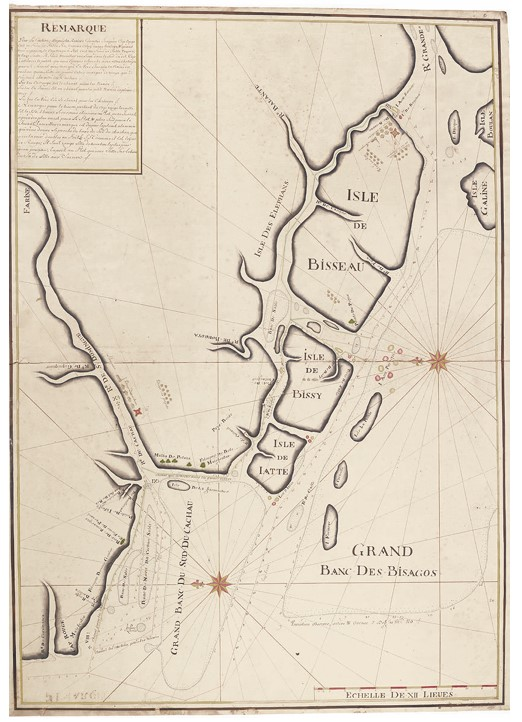
Carte maritime de la côte de Guinée conservée au musée de la Marine de Honfleur. Inv. Dess.39.111.

Les ports normands participent au commerce transatlantique : les navires voguent vers les côtes africaines où ils échangent leur pacotille contre des captifs, qui sont ensuite acheminés vers les colonies des Antilles pour être échangés contre les produits des plantations. Les vaisseaux normands fréquentent plus particulièrement la côte d’Angole, la baie du Biafra, la baie du Bénin, la Côte de l’Or, le Sierra Leone et la Sénégambie. Dans les Antilles, les Normands privilégient de commercer respectivement à Saint-Domingue (au Cap-Français, à Port-au-Prince, Léogane, Les Cayes, Saint-Louis), à la Guadeloupe, à la Martinique et d’autres sites caribéens. Il est aussi important de considérer le commerce triangulaire en parallèle de la traite en droiture, pratiquée par l'Espagne et le Portugal, où les bateaux relient directement les côtes africaines aux colonies.
Les Normands s’imposent en Afrique dès le XVe siècle lors d’expéditions à visée d’exploration ou de commerce afin de faire barrage au monopole des Portugais. Au XVIe siècle, le commerce en Afrique, dans l’espace atlantique et dans l’espace indien profite finalement d’un soutien royal sous le règne de François Ier : lin, cuivre, fer, verre, mercerie, cuir, ivoire et or sont échangés, tout comme les premiers captifs qui sont acheminés vers les Caraïbes. Les expéditions vers l’Afrique s’essoufflent nettement à la fin du XVIe siècle mais en 1658, la Compagnie Rozée alliant les marchands de Rouen et de Dieppe est réorganisée par Colbert afin de favoriser la traite négrière et les colonies françaises dans les Antilles. Durant la majorité du XVIIIe siècle, les ports normands sont en grande effervescence en important massivement du sucre, du café et du coton des colonies américaines ou des côtes africaines, produits de première importance face à la Révolution industrielle qui se poursuit à l’échelle européenne. Sous la coupe de la Compagnie du Sénégal (qui succède à la Compagnie Rozée), la traite transatlantique reprend à grande allure face aux besoins de main-d’œuvre dans les colonies des Antilles.
Pourtant, le commerce normand ne s’articule pas autour de l’importation de sucre et de la traite, mais plutôt autour de l’exportation de textiles en Europe, en Afrique et dans les colonies outre-mer. Dans les années 1730, les produits textiles représentent notamment 70% de la valeur des marchandises exportées de Normandie. Ces textiles sont d’abord principalement échangés en Europe même si au début des années 1740, les Antilles deviennent le principal partenaire commercial des Normands. Outre l’exportation de textiles, ces derniers sont également spécialisés dans l’importation de produits alimentaires et de matières premières pour les manufactures.

#### Le circuit vers l'Océan Indien

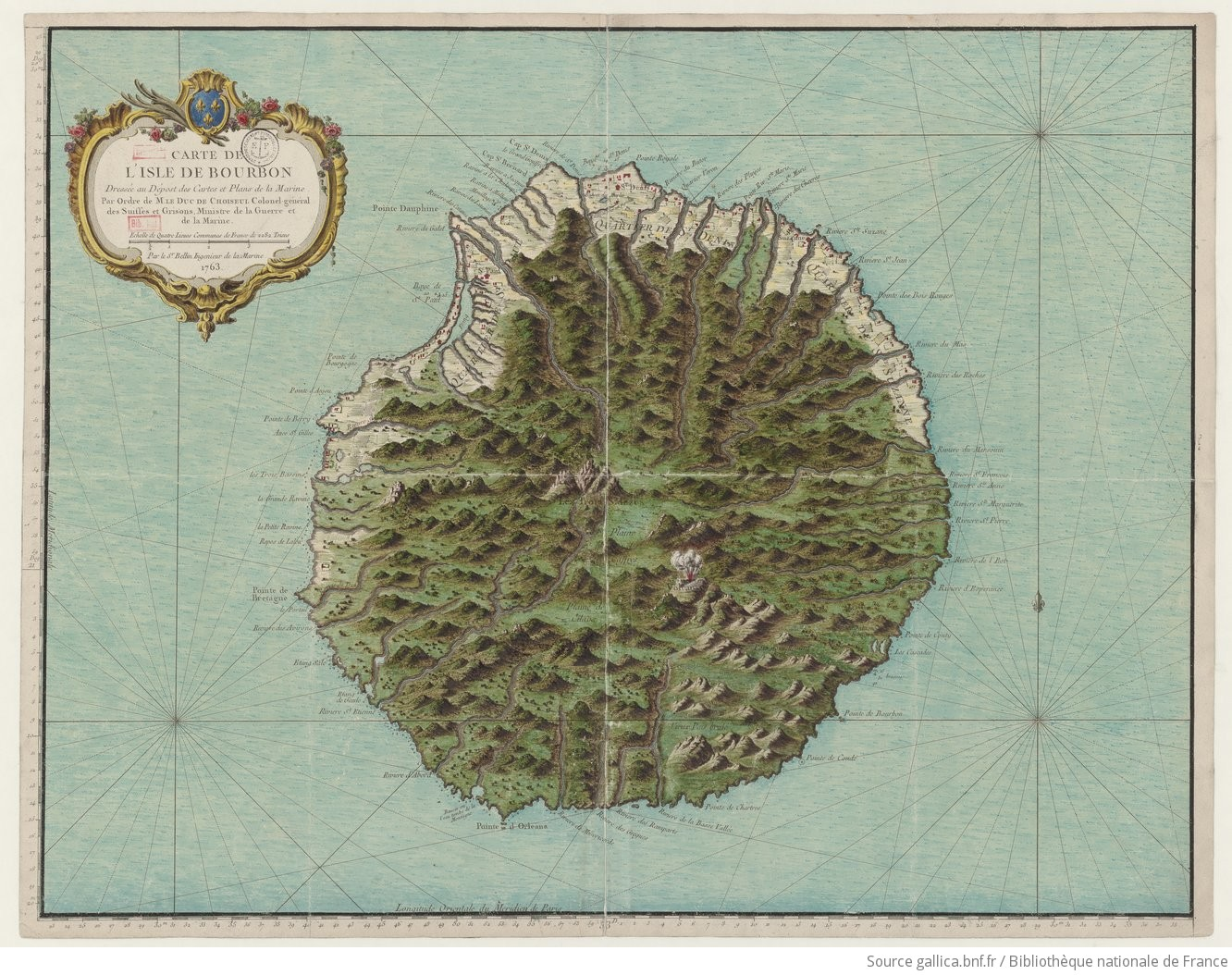
Jacques-Nicolas Bellin, carte de l'île Bourbon, 1763, Bibliothèque nationale de France.

L'Océan Indien est une des trois routes maritimes suivie par la traite transatlantique, avec la route de l’Atlantique nord et la route de l’Atlantique Sud. La côte Mozambique, la côte Zanguébar, ou encore Madagascar, fournissent des esclaves aux îles de l'Océan Indien colonisées par la France, comme l’île de France, aujourd’hui île Maurice, ou encore l'île Bourbon, aujourd'hui île de la Réunion. Ces esclaves y sont exploités dans des plantations de sucre et de café.
Pierre-Philippe Urbain Thomas, intellectuel havrais, livre plusieurs récits qui sont aujourd'hui importants pour l'écriture de l'histoire de la Réunion. Dans Souvenirs d'un vieillard, il s'attarde notamment sur son séjour à l’île de la Réunion, alors "seule colonie française qui reste en France dans les mers de l’Inde." Il rédige également un Essai statistique sur l’île Bourbon, paru en 1828.

### Les conditions de transport et le Passage du Milieu
Les conditions de vie sur les bateaux négriers étaient extrêmement difficiles et dégradantes. En effet l’espace y était optimisé au maximum et les personnes gardées en captivité ne pouvaient se tenir debout dans la cale. La plupart du temps, les navires utilisés pour la traite étaient des navires de commerce réutilisés à cet usage. L’équipage était alors constitué d’un charpentier, qui était chargé de construire des ponts intermédiaires qui allaient recevoir les esclaves dans la cale.
Nous disposons cependant d’exemples normands de navires commandés spécifiquement pour la traite : c’est le cas de six vaisseaux construits pour Jean-Baptiste Prémord de Honfleur « dont quatre destinés à aller prendre les nègres au comptoir et deux plus grands pour rapporter le produit. »

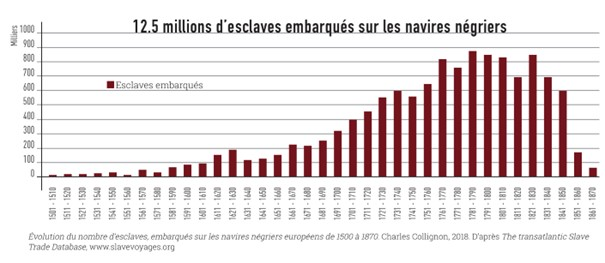
Évolution du nombre d’esclaves embarqués sur les navires négriers européens de 1500 à 1870.

Alexander Falconbridge, un chirurgien ayant fait quatre campagnes à bord de navires négriers entre 1780 et 1787, a publié son propre témoignage de la traversée en 1788 : « Le temps entre l’arrivée des navires et leur départ dure en général environ trois mois. [...] Le nombre total d’esclaves à bord dépend totalement des circonstances. Je me souviens qu’une fois, lors d’un voyage que j’ai effectué, notre cargaison s’élevait à la fin des transactions à environ trois cent quatre-vingts nègres tandis que le capitaine en espérait jusqu’à cinq cents. Les hommes nègres amenés à bord sont aussitôt entravés deux par deux avec des menottes aux poignets et des fers rivetés aux chevilles. Ils sont descendus ensuite sur le pont inférieur et placés dans un compartiment cloisonné à cet effet. Les femmes aussi sont placées dans des compartiments séparés sur le pont inférieur, mais sans être aux fers. Une pièce adjacente sur le même pont est aménagée pour les garçons. Ainsi, ils sont tous installés dans différents compartiments cloisonnés du pont inférieur. Il faut dire toutefois qu’ils sont fréquemment arrimés si serrés que cela ne leur permet pas d’autre position que d’être couchés sur le côté. Et la hauteur du plafond leur interdit de se tenir debout […]

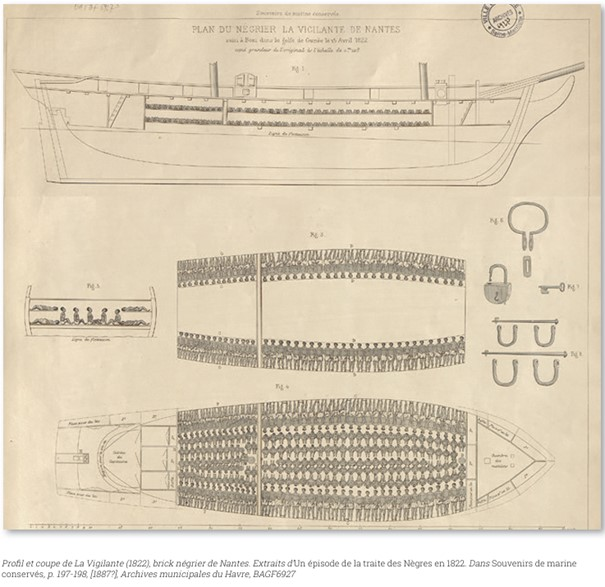
Profil et coupe de la Vigilante (1822), brick négrier de Nantes.

« Le taux de mortalité sur les navires est de l’ordre de 10 à 20 %. Cette mortalité est prise en compte par les armateurs. Ainsi, Amand Le Carpentier envisage une perte de 15 % de la cargaison lors de la traite et de la traversée de l’Atlantique. Lors du voyage, des déclarations de perte de cargaison sont rédigées et signées par l’équipage. En effet, le décès d’un esclave correspond à une perte financière pour l’armateur. L’équipage doit donc en justifier. Une fois débarqués en Amérique, les esclaves sont soumis à la quarantaine, c’est à-dire qu’ils sont isolés 40 jours pour éviter la transmission de maladies dont ils peuvent être porteurs. »
Les plans de bateaux et les registres des armateurs nous renvoient la conception des esclaves comme des biens matériaux, destinés à être achetés et échangés comme des objets. Cependant, ces sources nous empêchent de voir la réalité de la résistance : tout le long de la traite, les personnes mises en esclavage se sont révoltées contre leur enfermement et leur asservissement, notamment sur les bateaux en organisant des mutineries, grèves de la faim, en empoisonnant leurs bourreaux ou en organisant des suicides collectifs.

### Les récits de personnes esclavagisées
Les esclaves des colonies françaises n’ont laissé aucun texte connu à ce jour. Tantôt nous disposons de noms, tantôt nous connaissons les faits advenus dans des vies restées anonymes, tantôt, quoique bien plus rarement, nous parvenons à faire des liens entre des noms et des faits.
Aux archives municipales de Honfleur est conservé un État des individus noirs ou de couleur des deux sexes existant dans l’arrondissement de la Justice de paix de Honfleur, daté du 19 août 1807. En émergent les noms d’Hypolite, marin âgé de 24 ans, de Jean Regis, domestique âgé de 22 ans, d’Henry Pierre, maître de danse âgé de 25 ans, de Céleste Pascal, servante âgée de 29 ans, de Marie (?) Galinhus, domestique âgé de 15 ans et d’Ozanne, domestique âgé de 23 ans.

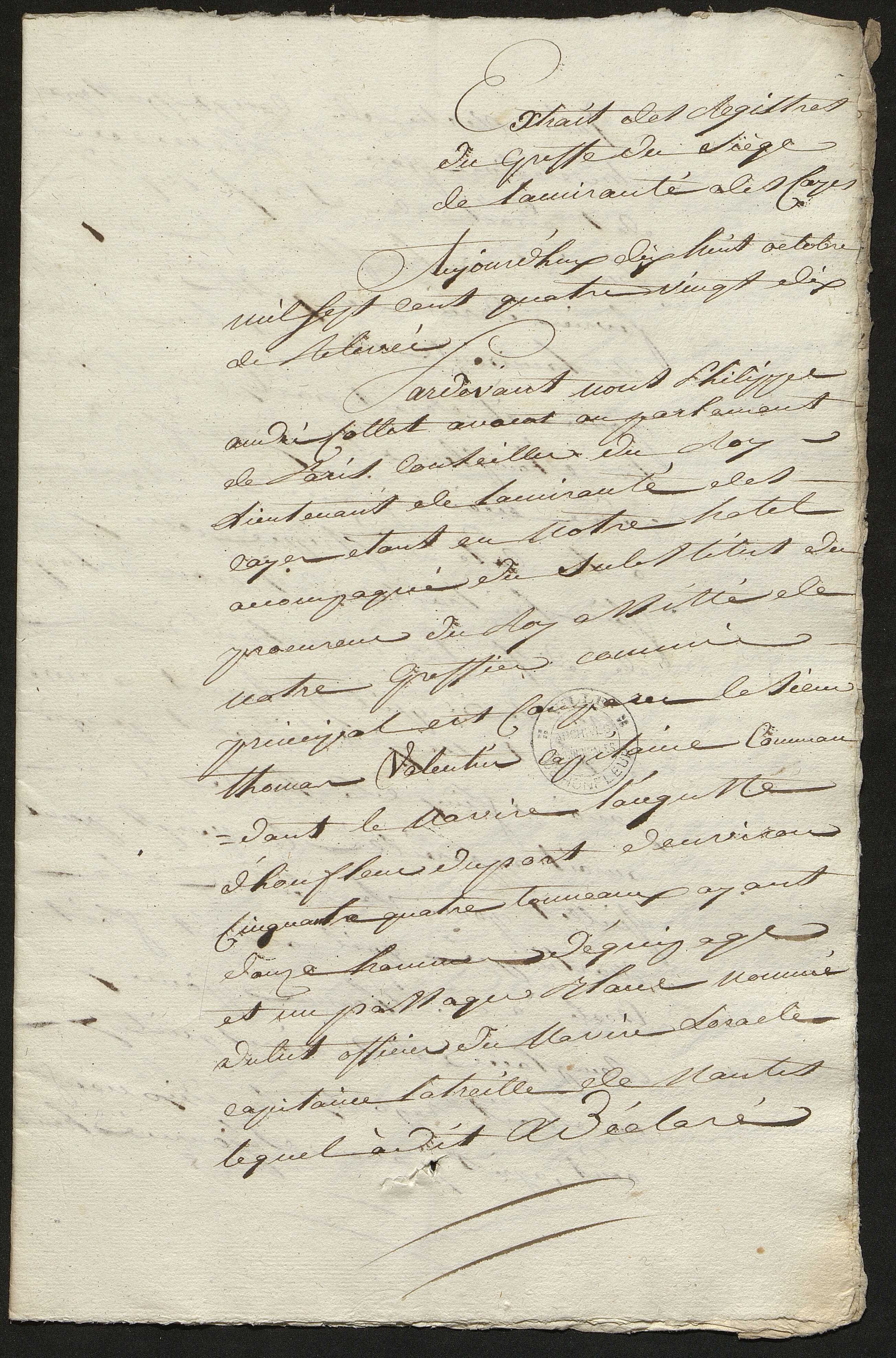
Trajet et récit de révolte à bord du navire négrier honfleurais L'Auguste en 1790, Archives départementales du Calvados, AD14, 2II 478

Les récits des révoltes advenues à bord des navires négriers que livrent quelques rares documents d’archives permettent, quant à eux, de deviner des portraits de résistants et de résistantes, bien que leurs noms soient le plus souvent tus. Aux Archives du Calvados, au sein du fonds de l’amirauté de Honfleur, sont préservés quelques exemples de récits de révoltes. Les révoltes, éclatant lorsque les navires se trouvent encore sur les côtes africaines, semblent suivre un schéma précis. Les captifs se déferrent et essayent de monter sur le pont en brandissant des armes de fortune (outils du tonnelier, bûches, morceaux de bois, etc.). Celles-ci ne pouvant rien face aux épées, aux sabres et aux armes à feu (fusils, pistolets, canons) des marins, les rebelles sont rapidement réprimés par l’équipage. La répression est violente, mais elle semble se concentrer sur le ou les meneurs de la révolte qui subissent une punition exemplaire à coups de fouet ou de fusil, dans le but d’imposer le calme aux survivants. Les archives nous apprennent que deux révoltes d’esclaves ont lieu, pour l’une, à bord de La Flore en rade de l’île à Perroquet, rivière du Gabon, en Afrique, le 17 décembre 1787, pour l’autre, à bord de L’Auguste en 1790.
Malgré ce manque massif et généralisé d’informations, il a été possible de retracer l’histoire, étroitement liée à la Normandie, d’au moins deux esclaves, Tati, dit Desponts, et Geneviève.

#### Tati, dit Desponts
Tati figure parmi les rares hommes réduits en esclavage et entretenant un lien avec le Havre dont on connaît le nom, l’origine, l’histoire et le visage, sans doute en raison du rôle d’allié du commerce transatlantique qu’il joue après son affranchissement.

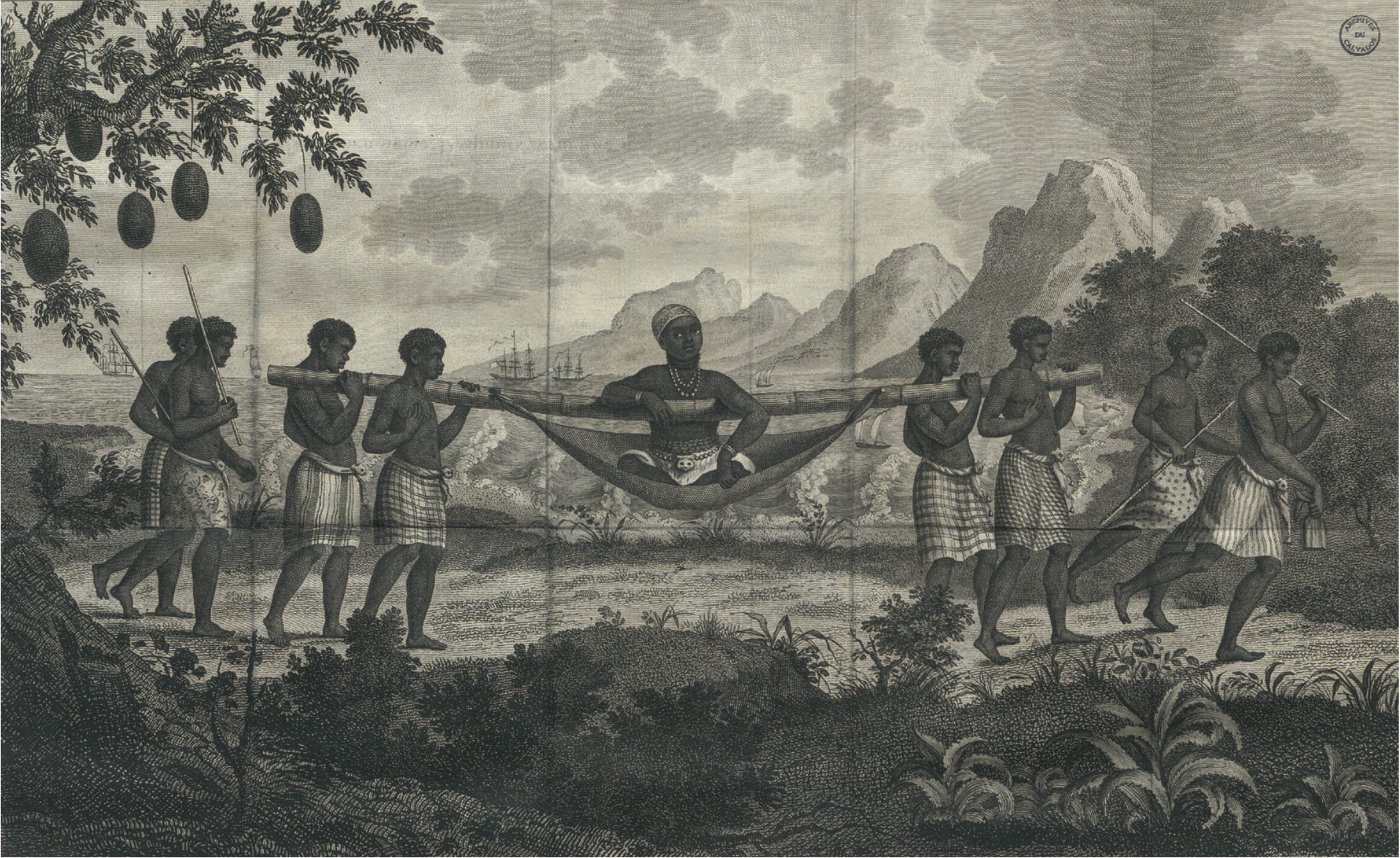
Gravure, représentant Tati, extraite du Voyage à la côte occidentale d'Afrique fait dans les années 1786 et 1787, Caen, Arch. dép. Calvados, bh/8/12859/1-028.

Il naît vers 1747 près de la baie de Malimbe, fils du mafouk local, l’officier chargé du commerce du roi et faisant office, par conséquent, d’intermédiaire entre les marchands d’esclaves de l’intérieur et les capitaines négriers de la côte. Lorsqu’il est âgé de 19 ans environ, Tati est acheté par le Havrais Charles Guillaume Desponts qui remarque son visage parmi ceux des autres cabrouttiers, se souvenant peut-être de l’avoir déjà vu à Malimbe quelque temps auparavant. Malgré le statut de son père, Tati a pu être vendu comme esclave par son chef de lignage. Derrière cet achat, il faut deviner la volonté de Desponts de se faire un allié pour ensuite le rendre à sa terre natale. Tati débarque au Havre le 11 novembre 1766 et reçoit le sacrement du baptême le 11 janvier suivant,. Naît ainsi le chrétien Charles Augustin, surnommé Taty comme le rappelle l’acte de baptême conservé aux archives municipales du Havre.

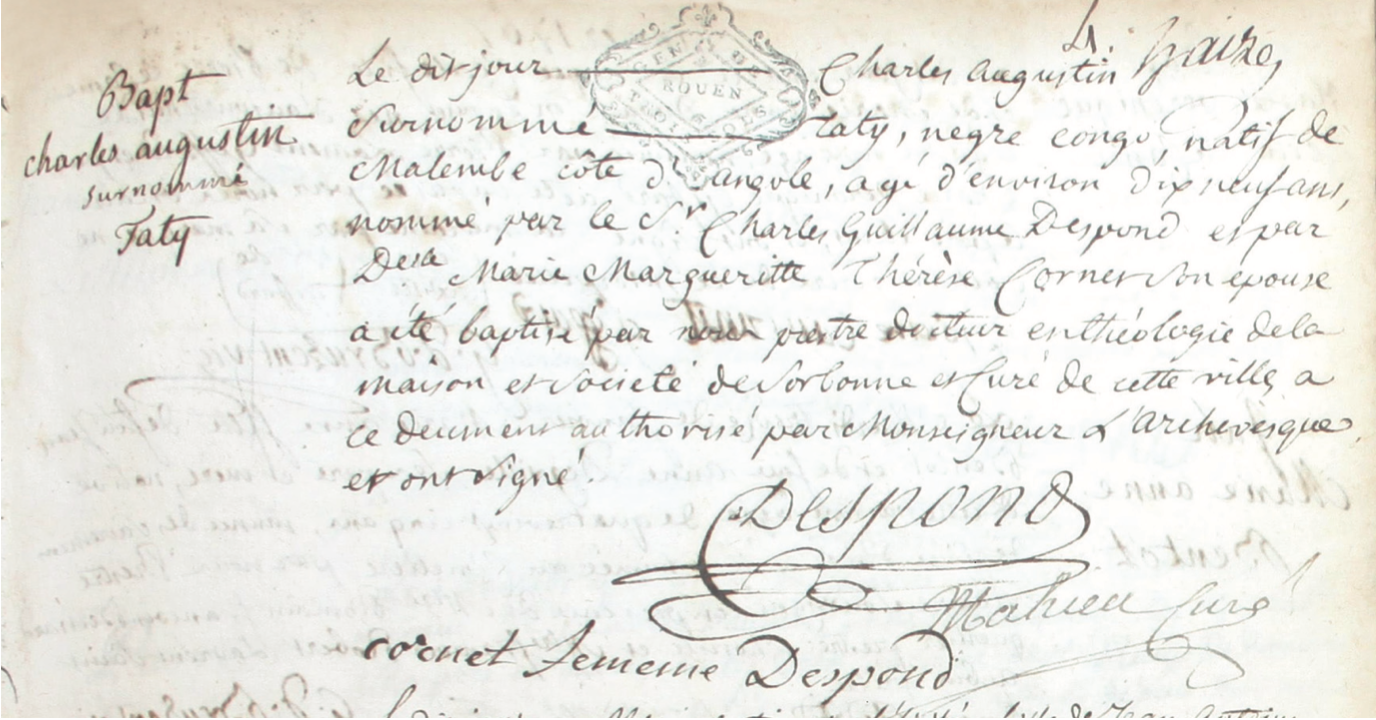
Acte de baptême de Charles Augustin, surnommé Taty, 11 janvier 1767, Le Havre, Arch. mun., GG135

 Après une année passée au Havre, Tati s’embarque pour Malimbe le 8 janvier 1768. Ici il fait fortune en devenant courtier, comme son père avant lui. Le capitaine malouin Louis de Grandpré avec qui traite Tati en 1786, nous fournit les informations biographiques et le portrait de Tati dans son Voyage à la côte occidentale de l’Afrique fait dans les années 1786 et 1787. Tati est représenté dans l’acte de se faire amener en tipoye par des porteurs et arborant un bonnet de raphia, signe de notabilité, et des colliers. Quatre années plus tard, en 1790, il est toujours un intermédiaire privilégié de la traite, comme l’attestent les 22 mentions qui sont faites de lui dans le cahier de troc du navire négrier bordelais La Manette.

#### Geneviève
Geneviève naît dans la colonie de Saint-Domingue le 22 janvier 1759. Sa famille est originaire de la côte de Guinée, mais c’est du Ghana (Côte de l’Or) que ses parents sont déportés vers les Amériques. À l’âge de huit ans elle part à Saint-Pierre de la Martinique où elle est exhibée contre de l’argent en raison d’une caractéristique qui la range, pour l’époque, du côté des curiosités : son albinisme.

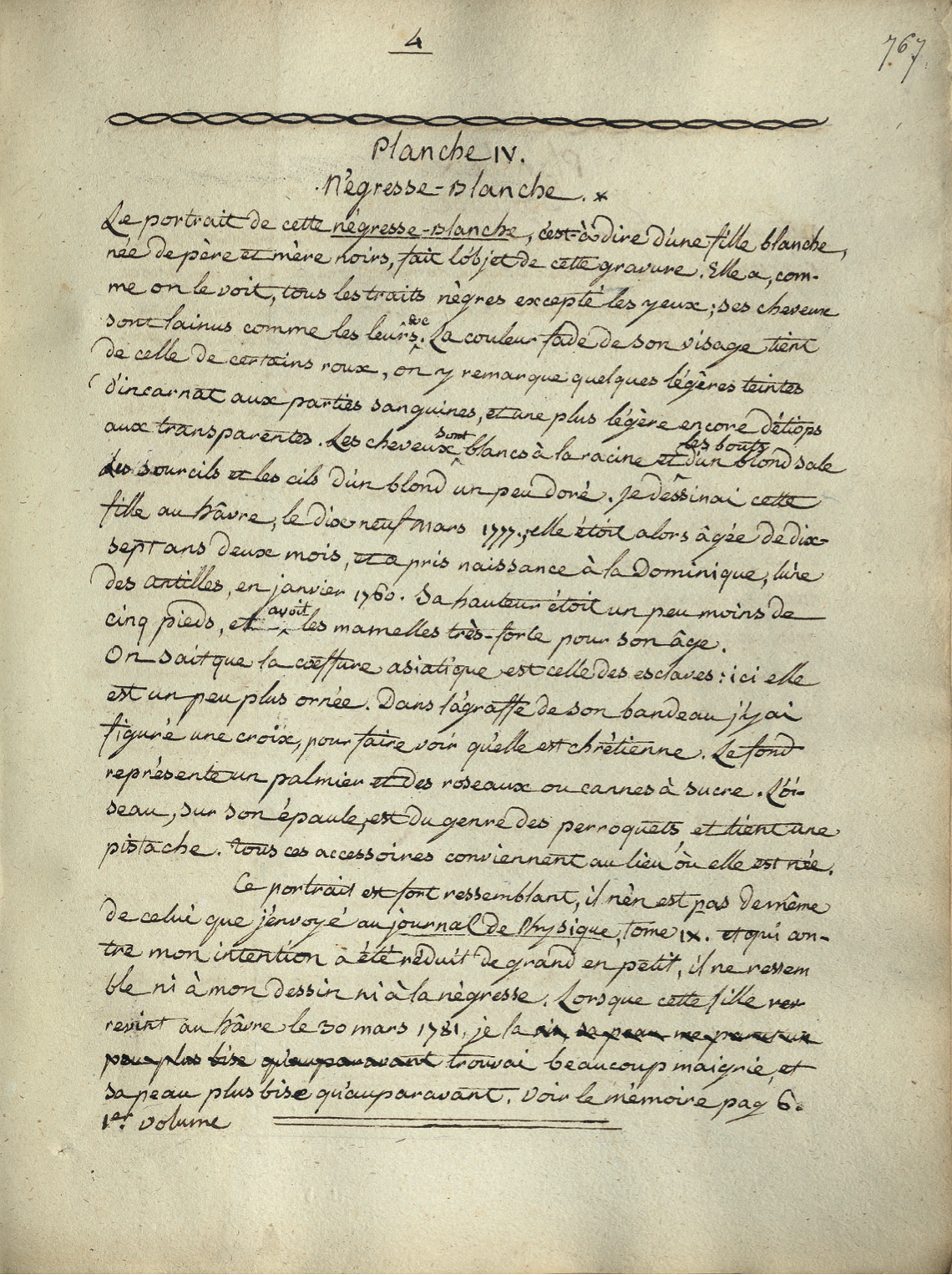
Jacques-François Dicquemare, Négresse-blanche, Rouen, Bib. mun., ms I 22

 Ses maîtres, les Chaumont de la Reveillère y voient immédiatement une source de revenu. L’albinisme des personnes noires est au centre, à cette époque, des recherches des scientifiques à travers l’Europe. Selon l’hypothèse, alors admise, de la monogénèse, prétendant qu’en principe il n’y avait qu’une seule race, supposément blanche, qui aurait ensuite subi des dégénérations, l’albinisme des noirs est considéré comme un retour à cette blancheur primitive,.
Le succès de Geneviève à la Martinique s’éteignant aussitôt, sa maîtresse décide de la conduire en Europe où sa fortune, pense-t-elle, serait garantie.

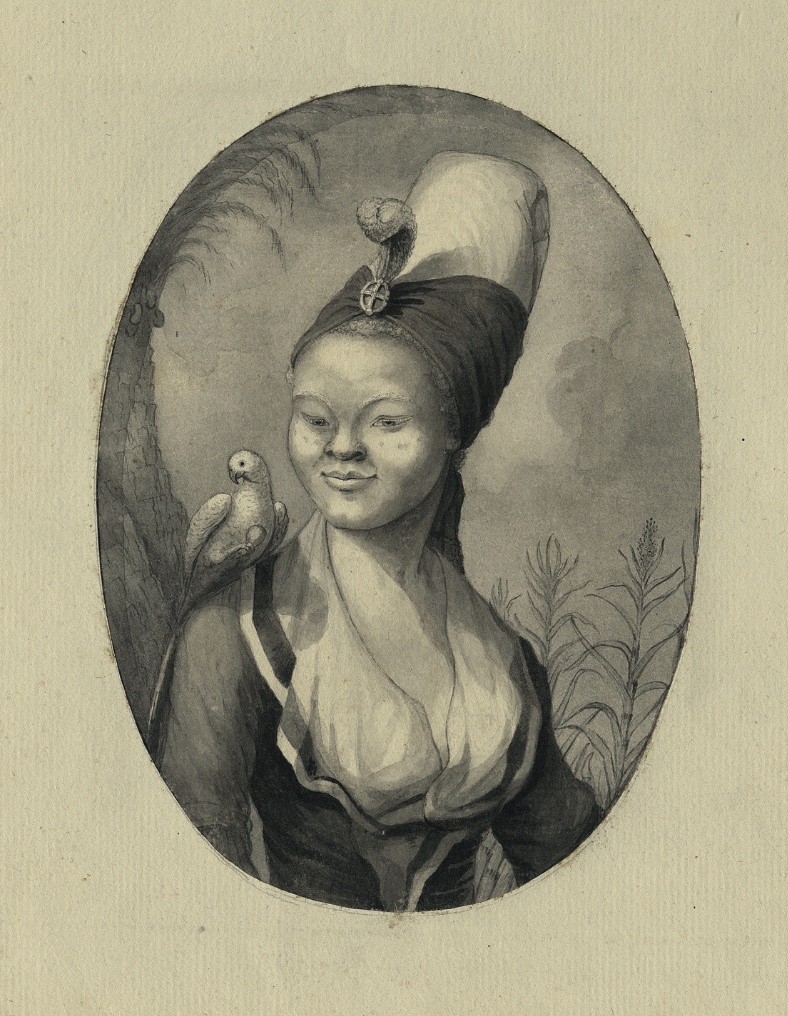
Jacques-François Dicquemare, Portrait de Gennevieve.

Geneviève débarque au Havre le 18 mars 1777, à l’âge de 18 ans. Jacques-François Dicquemare veut être le premier à publier ses observations sur Geneviève et demande à la voir dès son arrivée. Les positions anti-esclavagistes et prônant l’amitié entre les peuples de l’abbé entrent en contradiction avec l’objectification à laquelle il soumet Geneviève dans le cadre de son étude. Dicquemare illustre son écrit d’un portrait de Geneviève qui, tout en s’inscrivant dans le goût pour l’exotique propre au rococo, n’apparaît pas infamant. L’albinisme de la jeune fille est signalé par du blanc, notamment au niveau des cheveux, des cils et des sourcils. La coiffe suggère qu’il s’agit d’une esclave, tandis que le perroquet et les cannes à sucre se font témoins de son origine géographique, les Antilles.
Après un séjour versaillais, Geneviève et sa maîtresse emménagent à Paris où elle est examinée par Georges-Louis Leclerc de Buffon qui travaille sur son Histoire naturelle générale et particulière. La description dépréciative faite par Buffon est accompagnée d’une gravure empreinte d’érotisme. La pudeur de la jeune fille, qui n’échappe pas à Buffon, transparaît dans son regard inquiet. Geneviève ne cesse d’être exhibée, telle une bête de foire, dans la maison que loue sa maîtresse rue du Temple, ni d’être examinée par des scientifiques. Après avoir tenté de la mettre à la ménagerie de Chantilly, Madame Chaumont de la Reveillère loue un garni rue Beaubourg. C’est ici que Geneviève est abusée par un voisin et tombe enceinte, comme l’atteste une plainte pour grossesse déposée au Châtelet le 31 décembre. Nous ignorons le sort du bébé, mais nous savons que lorsque Dicquemare la revoit au Havre – sans doute lorsqu’elle était sur son chemin de retour vers les colonies – elle n’a pas d’enfants à ses côtés. À partir de ce moment plus aucune trace de Geneviève n’est parvenue jusqu’à nous.

### La vie dans les colonies

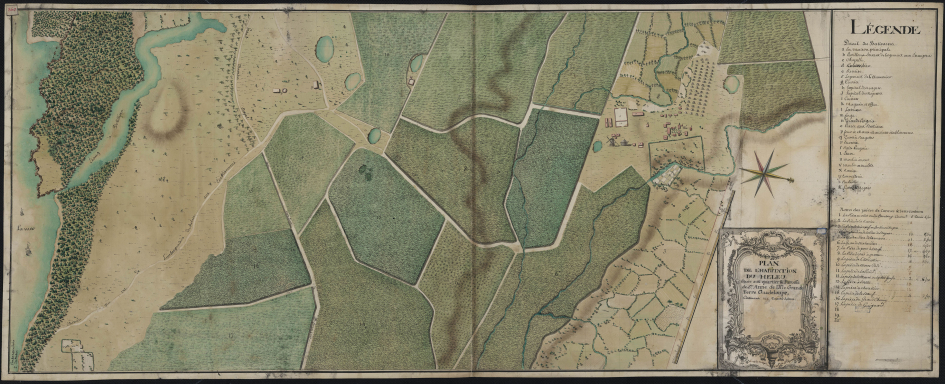
Plan de l'habitation du Héleu, XVIIIe siècle, par Sengtark, arpenteur du roi. Bibliothèque municipale du Havre, CP Ch560.

Généralement, les esclaves vivent et sont exploités au sein de plantations, favorisées par le climat tropical des colonies françaises. L’organisation de la plantation du Héleu, située à la Guadeloupe, est particulièrement bien connue aujourd’hui, grâce aux apports du fonds Boyvin-Colombel. Elle appartient à la famille Boyvin, originaire de Montivilliers, qui s'implante sur l'île avec les premiers colons. Cette « habitation » illustre ainsi un aspect de la présence normande dans les colonies. La plantation du Heleu se compose d'une « grande case », qui désigne la maison du maître, de pavillons servant de logement aux étrangers, d'une chapelle ainsi que du logement de l'aumônier, d'une écurie, d'hôpitaux, d'une cuisine, d'une forge, de latrines, d'un parc aux bestiaux, d'un four à chaud, d'une sucrerie (constituée d'une cuisine, d'une sucrerie avec quatre chaudières, d'un moulin à vent et d'un moulin à mulet, d'une forge et d'un magasin),. Des cases, d'environ 15m2, constituent les logements des esclaves. Les domestiques et le commandeur sont généralement logés dans des espaces un peu plus grands, reflet d'une hiérarchie entre les esclaves. Ils se répartissent, en effet, suivant trois catégories : 

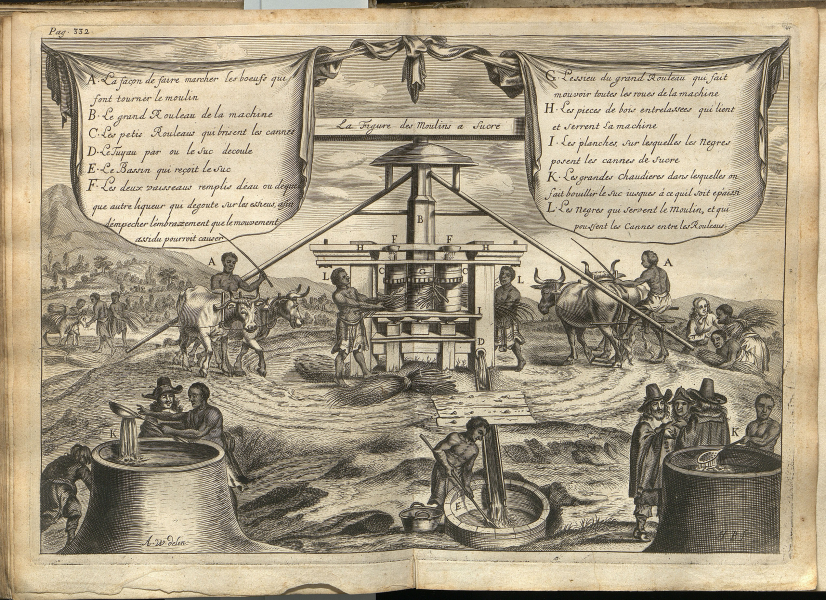
Esclaves actionnant un moulin à sucre de l'île de Saint-Christophe, 1681, Bibliothèque municipale du Havre, 37.374.

- Les esclaves domestiques, comme les cochers, les cuisiniers ou encore les nourrices, qui sont exploités dans la maison du maître.Habitation-sucrerie du sieur de Prefontaine à Cayenne, 1754[85].

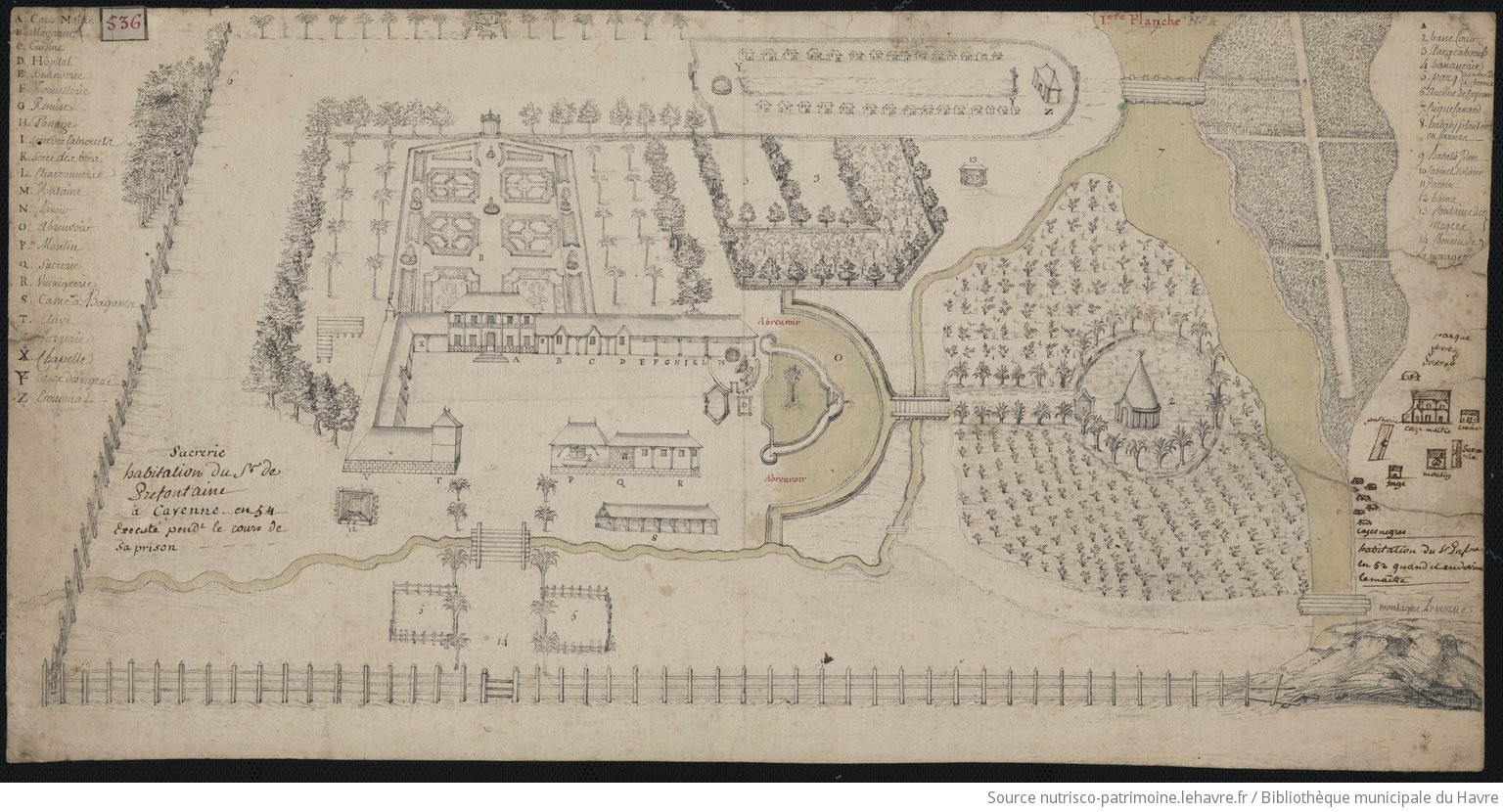
Habitation-sucrerie du sieur de Prefontaine à Cayenne, 1754.

- Les esclaves de jardin ou de houe représentent la main d’œuvre agricole et travaillent dans les champs. Ils sont les plus nombreux.

- Les esclaves à talent constituent le corps des travailleurs spécialisés, comme les distillateurs, les maçons ou les forgerons. Ils se situent dans les ateliers.

Une plantation est également faite de terres et de champs. La plantation du Héleu est principalement destinée à la culture de cannes à sucre, mais présente également une caféière, une petite bananière près de la mer, une culture de coton et une culture de manioc. Les esclaves y sont exploités dans des conditions difficiles.

### Le cas de la présence normande en Afrique pour le commerce des esclaves

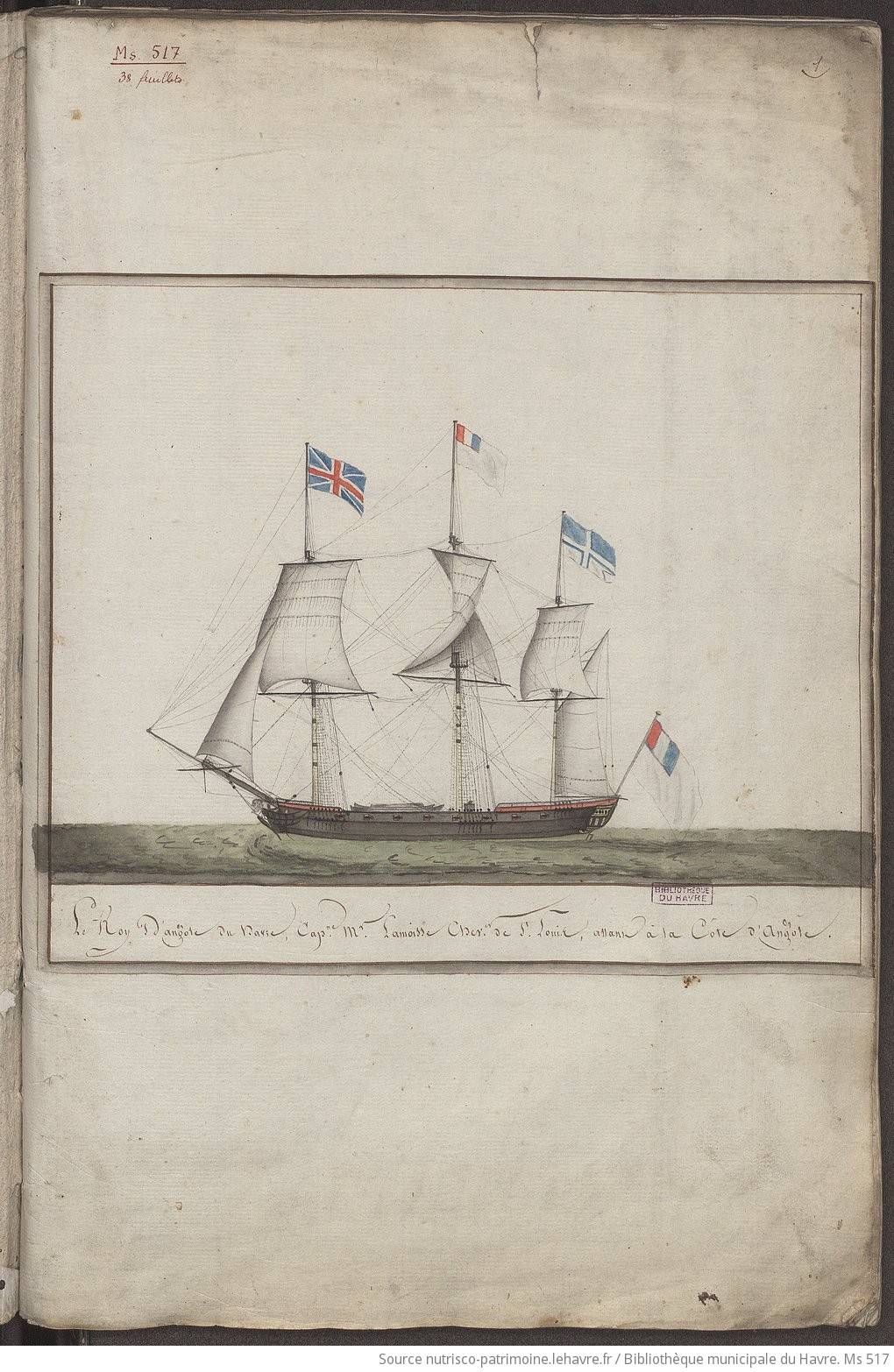
Journal de navigation du navire Le Roy d'Angole du Havre, 1792-1794, Bibliothèque municipale du Havre, ms 517.

La traite normande en Afrique s’étend sur une période longue, du dernier tiers du XVIe siècle à la moitié du XIXe siècle. Elle se caractérise par une affirmation tardive, au dernier quart du XVIIIe siècle. Cela mène à un modèle de développement négrier original, soucieux de prendre de nouveaux marchés, et qui élève la Normandie au deuxième rang de la traite française, derrière l’hégémonie nantaise mais devant La Rochelle, Bordeaux, Saint-Malo et Lorient. Les réalités géographiques, matérielles, politiques et culturelles des territoires africains sont intégrées par les normands dans leurs choix stratégiques. Le choix des sites d'achat des captifs en Afrique fait d'ailleurs une singularité de la traite normande. La côte d'Angole est largement privilégiée par les Honfleurais et les Havrais en comparaison aux autres ports de traite français. En effet, sa position géographique facilite la traversée Afrique-Antilles. Aussi, l’organisation des marchands vili du Loango permet une cohabitation pacifique qui représente des avantages économiques et sécuritaires pour les négriers normands. Cette stabilité ne se trouve pas dans d’autres régions du golfe de Guinée, marquées par des affrontements militaires fréquents.
Les Normands se concentrent également sur les régions du littoral africain, particulièrement la baie du Bénin, la Sénégambie, la Sierra Leone et la côte de l'Or.

### Les afro-descendants normands
Si le commerce d'esclaves a pu amener des normands à s’installer en Afrique, la dynamique réciproque se produit également. En effet, l’expansion n’est pas à sens unique, et le dynamisme de la Normandie dans le secteur de la traite esclavagiste génère une présence de personnes noires en Basse-Seine dès le XVIe siècle. En France métropolitaine, l’esclavage est interdit et les personnes esclavisées sont théoriquement libres au moment où elles débarquent sur le territoire en accord avec l’Édit du 3 juillet 1315 mis en place par le roi Louis X le Hutin, qui indique que « selon le droit de nature chacun doit naître franc ». Or au XVIIIe siècle, une série de lois sont produites pour permettre de déroger à cet édit. Par exemple l’édit du 25 octobre 1716 spécifie que si une personne mise en esclavage fait l’objet d’une déclaration et si sa venue est justifiée par son éducation religieuse ou son apprentissage alors son statut servile lui sera conservé. Les colons utilisent cette dérogation largement il y a donc de plus en plus d’esclaves sur le territoire métropolitain.

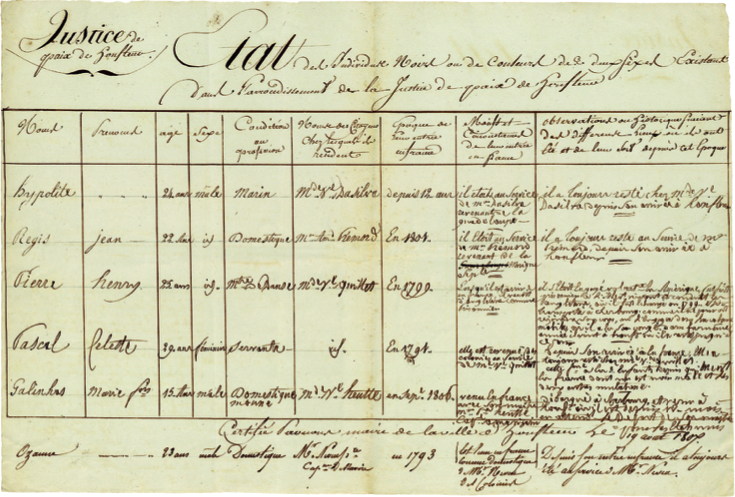
Etat des individus noirs ou de couleur des deux sexes existant dans l'arrondissement de la Justice de paix de Honfleur, 19 août 1807'.

Ce point sur les migrations forcées liées à la traite dans les ports normands constitue un enjeu important des recherches actuelles, afin de mettre concrètement en lumière la présence des noires dans le tissu social. En 1777, un recensement porte à 5000 le nombre de « noir, mulâtres et gens de couleurs ». Le travail de recension produit par Eric Noël dans son Dictionnaire des gens de couleur (Droz, 2011) présente la population antillaise retrouvée dans les ports normands. Au Havre, plus de 900 fiches individuelles ont été établies. En parallèle, l’étude des registres de baptême de paroisse par Sylvie Barot ont permis de compléter cette étude biographique des individus. Les registres d’armement et de désarmement des navires des archives maritimes ont également constitué une source précieuse. Un lieu d’origine était précisé pour environ un tiers des personnes, ce qui a permis de mettre en évidence les lieux intégrés dans le réseau de la traite. Ainsi on découvre la diversité des circuits empruntés : océan Indien (6 personnes), continent Américain (8 personnes), espaces caribéens hors colonies françaises (20 personnes), Antilles françaises (111 personnes) et enfin côtes africaines (194 personnes, soit plus de la moitié des individus).

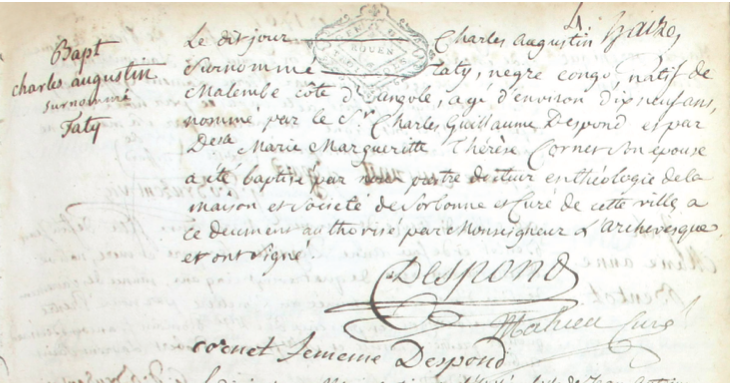
Acte de baptême de Charles Augustin, surnommé Taty. 11 janvier 1767. Le Havre, Archives municipales. GG135

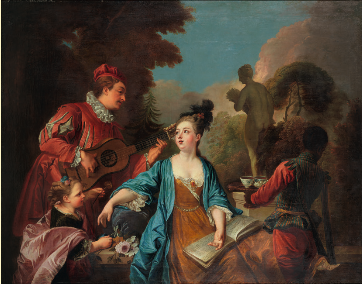
Jean Raoux (attribué à), Le goûter dans le parc, huile sur toile, 130 x 168 cm, début du 18ème siècle, Rouen, musée des Beaux-Arts de Rouen – RMM, inv. 1950.9.1. Cette scène de genre met en scène la présence d'un domestique afro-descendant à droite.

La présence d'afro-descendants, attestée aussi bien au Havre qu’à Rouen, est liée à plusieurs vecteurs : En premier lieu, les hommes de lois et les capitaines rouennais qui travaillent dans la traite havraise ont pour habitude de ramener des individus pour les instruire afin qu’ils servent de traducteurs dans les échanges. Narcisse, 13 ans, est amené à Rouen par le capitaine Jacques Lemonier. Les négociants sont également à l’origine de migrations forcées mais cette fois dans un but domestique. Cette domesticité de couleur, qui représente environ un tiers des personnes présentes leur permet d’afficher un confort de vie. Ainsi Romain Panjou fut amené des Antilles à Rouen à la demande de l’armateur Charles Jore à l’occasion d’un voyage à Cap-François. Par ailleurs, le travail biographique sur ces migrants amenés par bateau a laissé apparaître une intégration dans des activités très diverses qui dépassent la simple domesticité. Ainsi on retrouve les secteurs de l’artisanat, comme tonnelier, et des professions maritimes et portuaires. C’est le cas pour plus de 50 hommes noirs décrits comme travaillant dans les équipages, dont la moitié participe même à des voyages de traite. Quelques parcours de vie témoignent d’une ascension sociale. C’est le cas de Romain Panjou déjà évoqué : Arrivé apprenti, il devient maître badestamier, c’est-à-dire fabricant de bas. Néanmoins ce dernier cas reste exceptionnel, et très peu d'esclaves deviendront libres au cours de leur séjour en France. D'ailleurs, les esclaves affranchis par leur maître restent fréquemment à leur service.

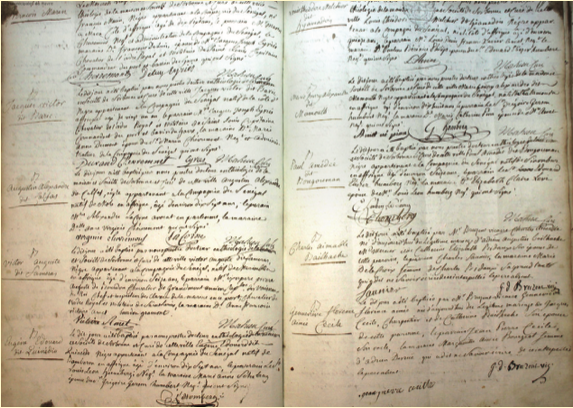
Baptême de 8 Africains de la Compagnie du Sénégal, 23 avril 1788. Registre de baptême conservé aux archives municipales du Havre. GG156

L’étude des registres paroissiaux a également permis à Sylvie Barot de mettre en lumière l’existence de 7 mariages entre 1743 et 1795 au sujet de cinq hommes et deux femmes arrivés esclaves. Des naissances sont également rapportées : deux de nourrices en transit qui accompagnent des enfants de colons et accouchent en débarquant, des servantes d’origine africaine en service au Havre, un enfant né de « parents inconnus » en 1763, ou encore trois enfants nés entre 1722 et 1727 tous déclarés de Jacques Mandy, Créole de Saint-Domingue, mais de trois mères normandes différentes. La formation de familles mixte a même été attestée encore grâce aux registres de baptême. En effet, quelques noms d'anciens domestiques sédentarisés s'étant mariés à des Havraises et ayant eu des enfants baptisés au Havre sont connus. C'est le cas de Goment et de l'Eveillés, tous deux travaillant comme cuisiniers de navire.

## La fin du commerce négrier et l'abolition de l'esclavage

### L'abolition et la traite illicite

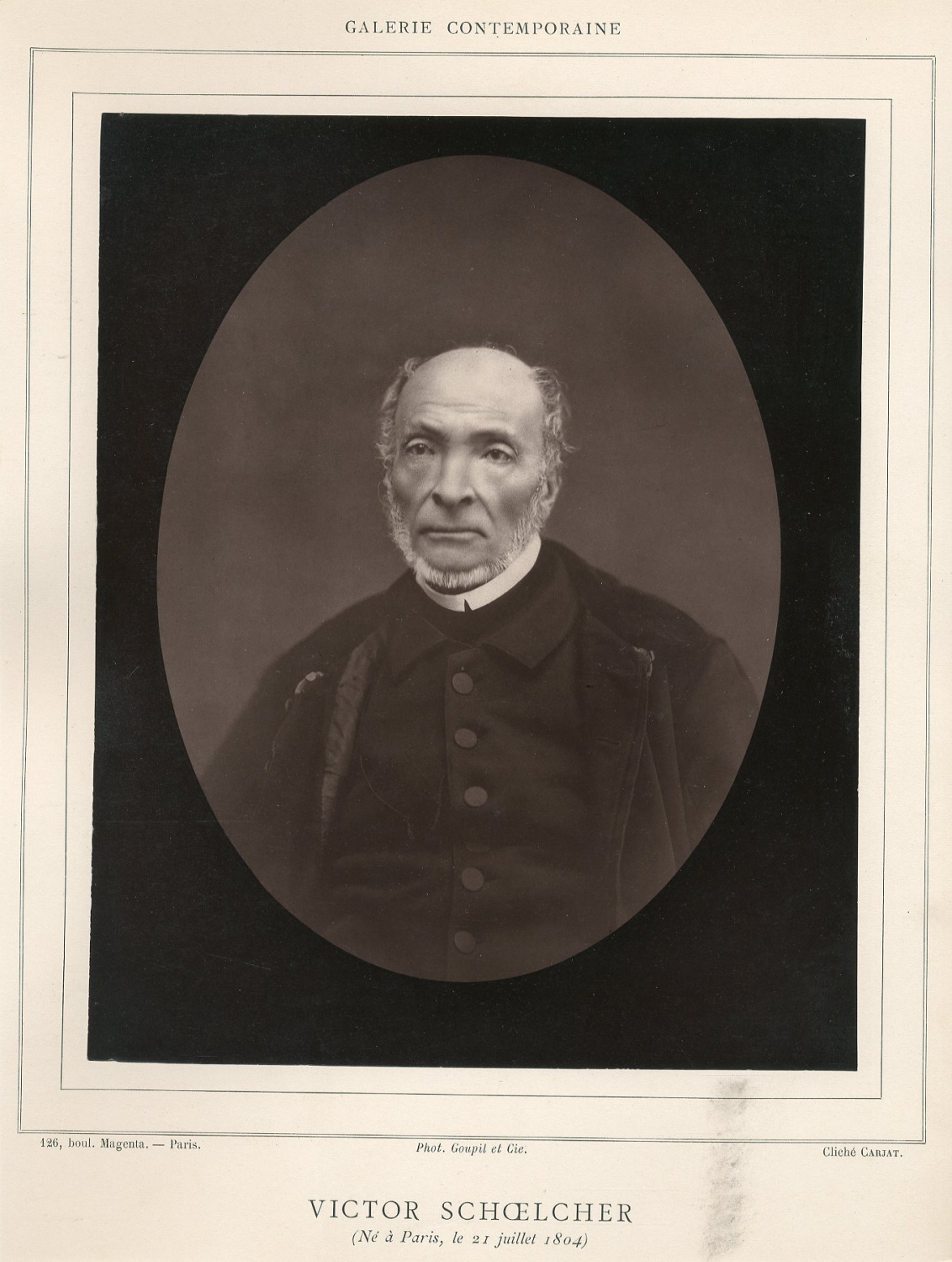
Victor Schœlcher photographié par Étienne Carjat.

L’abolition de l’esclavage en France fut un processus long et complexe. Dès le siècle des Lumières, des philosophes comme Montesquieu dénoncent l’esclavage comme une violation des droits fondamentaux. À la veille de la Révolution française (1789), des sociétés abolitionnistes, comme la Société des Amis des Noirs, voient le jour. En 1794, la Convention nationale décrète une première abolition dans les colonies françaises, cinq ans après la Déclaration des Droits de l’Homme et du Citoyen, qui proclame : « Les hommes naissent et demeurent libres et égaux en droits », un acte également motivé par les révoltes d’esclaves, notamment la guerre de Saint-Domingue (révolution haïtienne). Cependant, cette mesure est annulée en 1802 par Napoléon Bonaparte. L’abolition définitive de l’esclavage est promulguée en 1848 sous la IIe République, grâce à l’engagement de Victor Schœlcher. Ce décret condamne l’esclavage comme une atteinte à la dignité humaine et au libre arbitre, contraire aux principes républicains de Liberté, Égalité et Fraternité, et une menace pour l’ordre sociale.

#### Contexte normand et résistances locales avant la Révolution française
Au Havre et dans les ports normands, l’économie était fortement liée au commerce triangulaire, ce qui alimentait de vives résistances aux idées abolitionnistes portées par les Lumières. Au Havre et à Rouen, de puissants lobbys négriers dominent depuis la fin du règne de Louis XV au sein du Comité des négociants. Des figures influentes, comme le député havrais Jacques-François Begouen, membre du Comité des colonies, soutiennent le projet de Antoine Barnave, selon lequel la Déclaration des Droits de l’Homme et du Citoyen ne s’appliquerait pas aux colonies. Par ailleurs, deux loges maçonniques de la ville, La Fidélité et L’Aménité, expriment leur résistance en 1787 en élisant des négriers comme vénérables. La mobilisation contre l’abolition se poursuit en 1789, lorsque l’avocat Lacorne, membre de La Fidélité, mène une campagne de pétitions contre l’émancipation des esclaves. Cette période correspond à un pic du commerce négrier au Havre.
Malgré cette opposition massive, quelques voix abolitionnistes se font entendre en Normandie. Parmi elles figurent le naturaliste Dicquemare, la pédagogue Marie Le Masson Le Golft et le journaliste Jean-Baptiste Milcent, ami de Diderot. Bien que marginales et isolées des cercles du commerce négrier, leurs prises de position témoignent d’une contestation naissante. Le 10 mars 1794, une fête civique de l’abolition est organisée au Havre, à l’initiative de la société populaire et du Conseil général de la Commune. Cet événement célèbre l’unité et la fraternité avec les personnes de couleur.
Cependant, ces idéaux peinent à s’imposer durablement : avec l’avènement de Napoléon Bonaparte, la traite négrière est rétablie dès le début du XIXe siècle.

#### La suspension, le retour clandestin et l'abolition du commerce négrier (1793-1848)

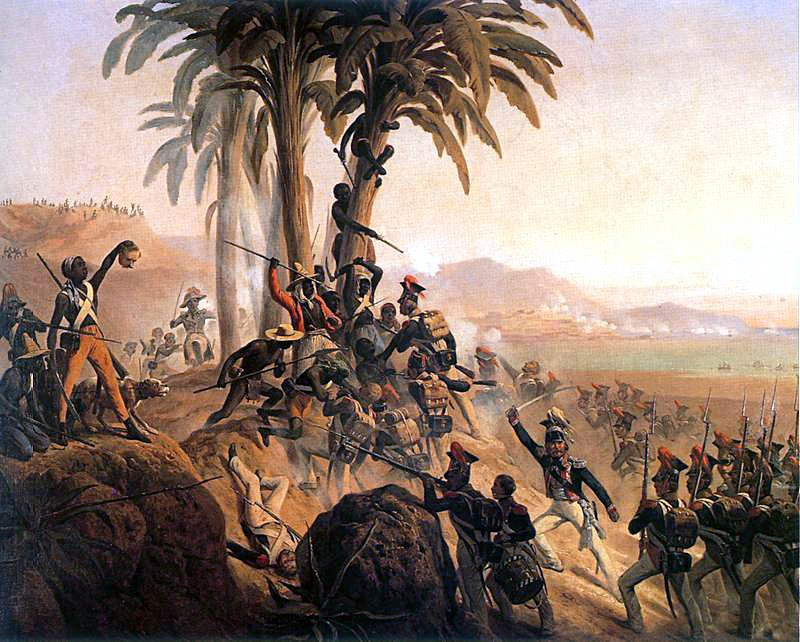
La Bataille de Saint-Domingue, huile sur toile de Janvier Suchodolski, 1845, Musée de l'Armée polonaise, Varsovie.

Entre 1793 et 1797, le commerce colonial est brutalement interrompu. Les navires désarmés encombrent le port du Havre, tandis que les navires neutres, principalement américains, transportant des céréales et des denrées coloniales, sont parfois déchargés à Honfleur faute de place. Cette paralysie résulte de plusieurs facteurs : la Révolution française, la révolution de Saint-Domingue en août 1791 et la reprise des hostilités maritimes avec le Royaume-Uni en 1793.
En 1802, le Premier Consul Napoléon Bonaparte rétablit l’esclavage ainsi que la traite et l’importation de captifs dans les colonies françaises. Soucieux de relancer l’économie coloniale, il bénéficie des conditions favorables de la paix d'Amiens, signée le 27 mars 1802 avec l’Angleterre. Ce traité permet à la France de récupérer ses colonies et assure temporairement la sécurité des routes maritimes. Pour autant, 17 navires commandés par le général Leclerc qui ont quittés la France en décembre 1801 échouent à reconquérir Saint-Domingue. La reprise des conflits avec le Royaume-Uni dès mi-1803 met rapidement un terme à ces efforts. De nombreux navires havrais sont alors capturés par la marine britannique ou par des corsaires, parmi lesquels La Dame-Cécile, Le Télémaque et La Diane.
Après la défaite de Napoléon face à l’Angleterre et la chute de l’Empire en 1815, les traités internationaux issus du Congrès de Vienne condamnent officiellement la traite négrière. En France, Talleyrand s’engage à abolir la traite dans un délai de cinq ans, toutefois il prendra garde à ne pas brusquer les intérêts des lobbies coloniaux. Cette posture permet à des ports comme Le Havre de relancer des expéditions négrières. C’est dans ce contexte qu’une traite clandestine se développe dans les ports normands.
Des témoignages d’époque et des saisies de navires dans la Manche révèlent que cette traite illicite était organisée de façon méthodique : les itinéraires étaient détournés à l’aide de navires étrangers tandis que des complicités locales facilitent ces opérations. D’anciens négriers, occupant des positions influentes au sein de la Chambre de commerce, jouent un rôle crucial dans ce réseau clandestin. Cependant, ce commerce illicite décline fortement avec la promulgation du décret du 27 avril 1848, qui abolit définitivement l’esclavage dans les colonies françaises. Ce décret met fin à des décennies de résistance et de contournement des lois abolitionnistes.

### Les figures abolitionnistes normandes

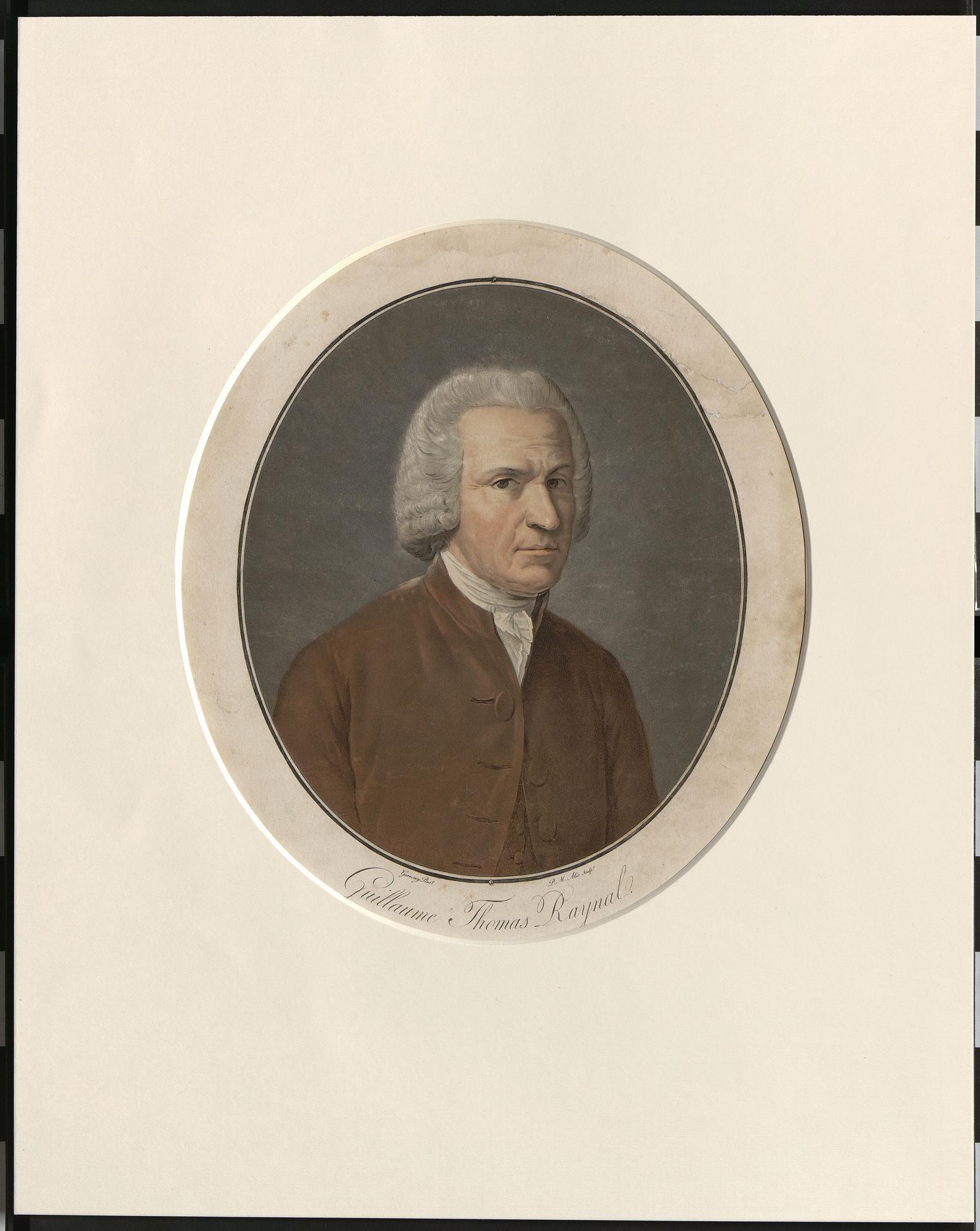
Jean-François Garneray, Pierre-Michel Alix, Guillaume Thomas Raynal, vers 1793, aquatinte et aquarelle, Le Havre, Musées d'art et d'histoire.

Ce n’est qu’à partir du milieu du XVIIIe siècle que des voix s’élèvent contre les horreurs de la traite et de l’esclavage dans l'Hexagone. La France et l’Angleterre sont les seules nations d'Europe dans lesquelles émergent de véritables mouvements abolitionnistes. En France, les idées abolitionnistes se manifestent notamment dans les écrits de nombreux philosophes et intellectuels tels que Voltaire, Helvétius, Mercier ou l’abbé Raynal.
En Normandie, les revendications abolitionnistes s’affirment plus difficilement en raison de la prospérité générée par le commerce colonial. Au Havre comme à Rouen, ces revendications se heurtent également à l’émergence de conceptions racialistes et de représentations anthropologiques. Un discours racialiste émerge à l’Académie des Sciences, Belles-Lettres et Arts de Rouen dès les années 1750 avec la Dissertation sur la couleur des nègres prononcée par l’astronome parisien Alexandre-Guy Pingré. Membre fondateur de l’Académie de Rouen en 1744 et chirurgien à l’Hôtel-Dieu, Claude-Nicolas Le Cat publie en 1765 le Traité de la couleur de la peau humaine en général, de celle des nègres en particulier et de la métamorphose d’une de ces couleurs en l’autre, soit de naissance, soit accidentellement. Fondant son analyse sur l’étude de parties du corps d’Afro-descendants morts à Rouen,, il conclut son traité en affirmant la « race blanche supérieure » et justifiant par la même occasion l’esclavage. Loin de se limiter aux sociétés savantes normandes, Éric Saunier remarque également que le racialisme gagne la presse rouennaise à partir de 1785 et se manifeste plus tard dans les premiers écrits politiques de la Révolution.
Ce contexte n’a cependant pas empêché certaines personnalités normandes de protester ouvertement contre la traite et l’esclavage.

#### Jacques-François Dicquemare, dit l’abbé Dicquemare (1733-1789)
Né au Havre en 1733, Jacques-François Dicquemare entre dans les ordres en 1756. Membre de l’Académie des Sciences, Belles-Lettres et Arts de Rouen et correspondant de l’Académie royale des Sciences de Paris, l’abbé Dicquemare s’intéresse à l’astronomie, la cartographie, la navigation, la physique ainsi qu’à l’histoire naturelle. Scientifique renommé, il est même reçu à Versailles en 1786 pour parler de ses travaux avec le roi Louis XVI qui est passionné de sciences.

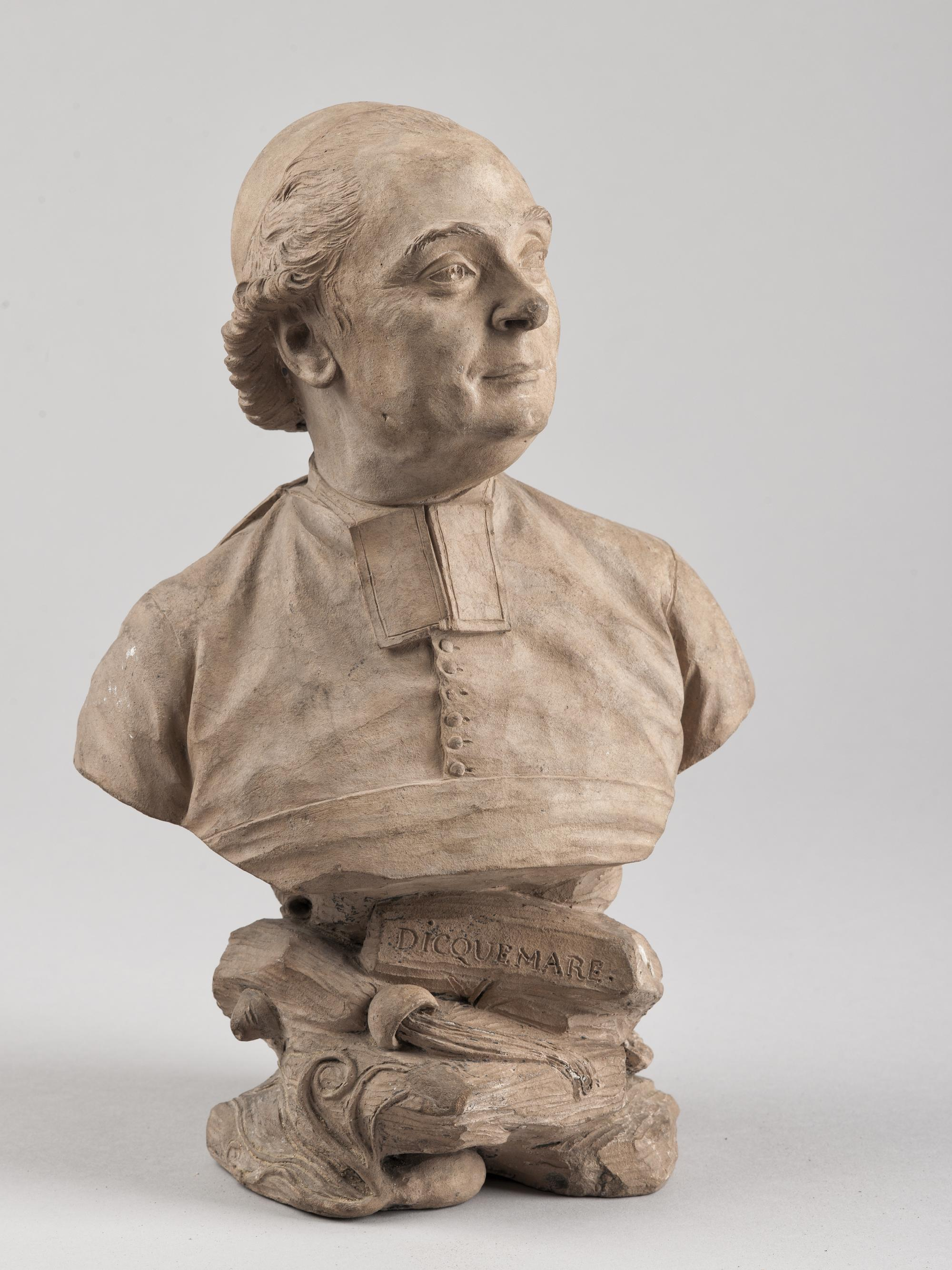
D'après François Le Masson, Buste de Jacques-François (Abbé) Dicquemare, fin XVIIIe siècle, plâtre teinté, Le Havre, Musées d'art et d'histoire.

L’abbé Dicquemare prend position contre l’esclavage à plusieurs reprises dans ses écrits, notamment à travers ceux diffusés dans le Journal de Physique dirigé par l’abbé Rozier,. Les remarques de l’abbé accompagnent ses observations de naturaliste. En effet, elles sont formulées au sein d’écrits sur deux jeunes filles noires atteintes d’albinisme prénommées Geneviève et Quircana. Originaire de Saint-Domingue, Geneviève est réduite en esclavage. Elle arrive au Havre en 1777 où l’abbé Dicquemare la rencontre. Princesse originaire d’une île située à l’embouchure du fleuve Gabon, Quircana arrive à Honfleur en 1788. C’est à Honfleur que l’abbé Dicquemare vient voir la jeune fille, qui meurt quelques mois plus tard à Paris. Intéressé d’abord par l’étude de l’origine l’albinisme, les rencontres de l’abbé Dicquemare avec ces deux jeunes filles le font réfléchir sur l'esclavage. Il écrit : « L’esclavage, dont l’idée seule fait frémir n’est au contraire que le fruit du brigandage, de la piraterie, de la guerre, de l’injustice, de la misère extrême ou de l’imbécilité de celui qui jamais y consentit ».

#### Jacques-Henri Bernardin de Saint-Pierre (1737-1814)
Né au Havre en 1737, Jacques Henri Bernardin de Saint-Pierre est aventurier et botaniste. En publiant Paul et Virginie en 1788, il devient également l'auteur d'un des plus grands succès littéraires du XVIIIe siècle.

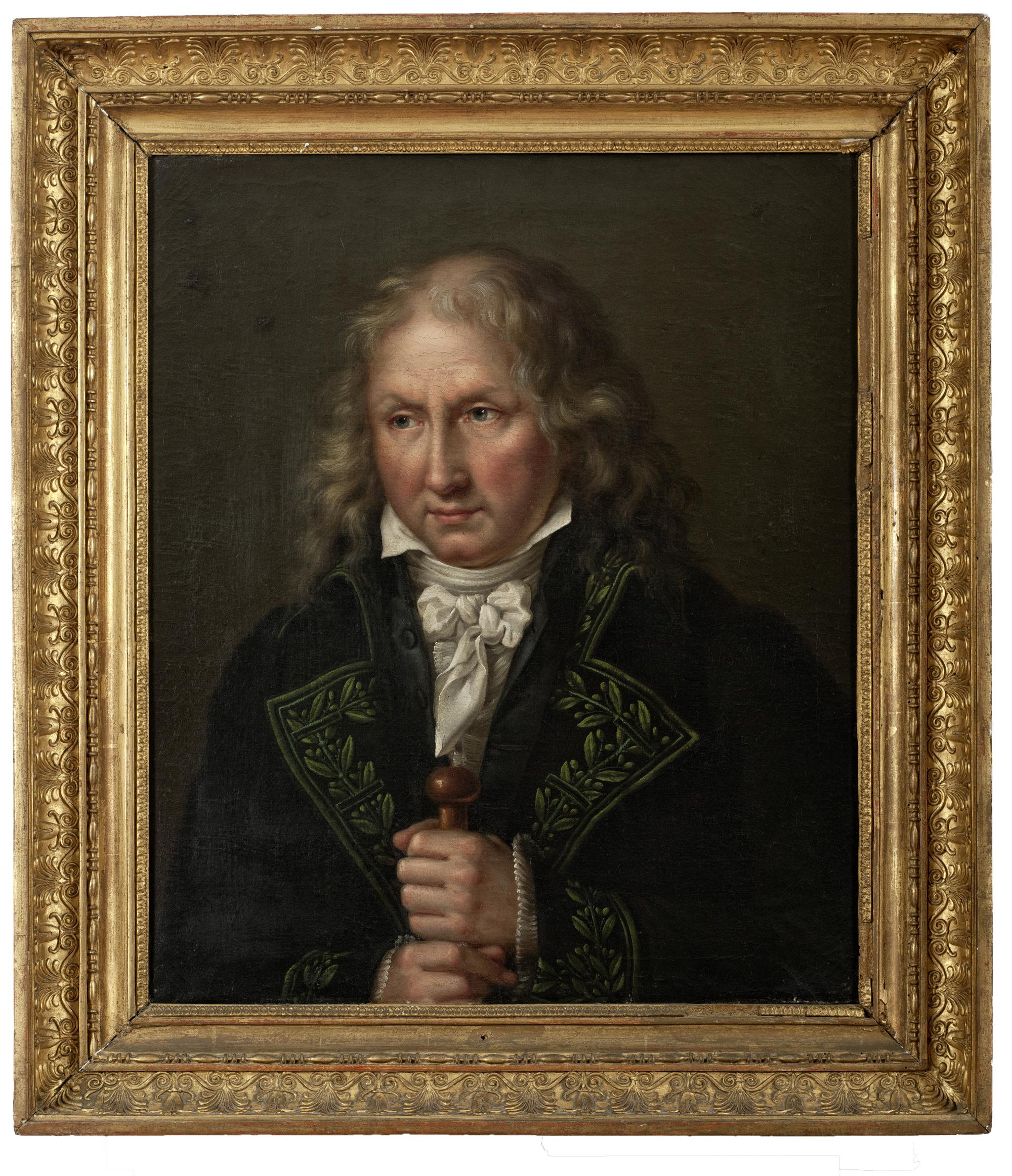
Attribué à Elisabeth Harvey, Portrait de Bernardin de Saint-Pierre, huile sur toile, 1820-1830, Le Havre, Musées d'art et d'histoire.

Entre 1768 et 1770, il séjourne sur l'Île-de-France (ancienne désignation de l'Île Maurice). Il prend position contre l'esclavage dès 1773 en publiant Voyage à l'Isle de France, ouvrage dans lequel il dénonce les mauvais traitements infligés aux esclaves : 
« Ces belles couleurs de rose et de feu dont s'habillent nos dames dont elles ouatent leurs jupes, le sucre, le café, le chocolat de leur déjeuner, le rouge dont elles relèvent leur blancheur, la main des Malheureux Noirs a préparé tout cela pour elles. Femmes sensibles, vous pleurez aux tragédies, et ce qui sert à vos plaisirs est mouillé des pleurs et teint du sang des hommes.»
Cette attention à la condition des personnes réduites en esclavage se retranscrit également dans Paul et Virginie. Bernardin de Saint-Pierre s'assure que Marie et Domingue, les esclaves des personnages principaux du récit, puissent être considérés comme des individus à part entière. Ils ne sont pas seulement des esclaves, mais des personnes avec une histoire. Il précise donc que Marie est originaire de Madagascar et que Domingue vient du Sénégal. L'auteur s'attache également à décrire leurs caractères respectifs et leurs sentiments. Dans le livre, Domingue est dépeint comme un homme intelligent. Bernardin de Saint-Pierre n'hésite donc pas à contredire les préjugés et les conceptions racialistes de l'époque.
Avec Empsaël et Zoraïde, Bernardin de Saint-Pierre va encore plus loin. La pièce décrit un monde où les Européens sont réduits en esclavage par les Africains afin de dénoncer la cruauté et l'absurdité de la traite. La pièce est si subversive qu'elle n'est jamais jouée ou publiée avant la mort de l'auteur.

#### Marie Le Masson Le Golft (1749-1826)
Née au Havre en 1749, Marie Le Masson Le Golft est une érudite principalement connue pour son rôle de pédagogue. Elle bénéficie des enseignements de Jean-Baptiste d’Après de Mannevillette et de Jacques-François Dicquemare. À la mort de ce dernier, elle est d’ailleurs chargée de faire publier ses travaux. Membre et correspondante de plusieurs académies en France ainsi qu’à l’étranger, Marie Le Masson le Golft est également une autrice prolifique.

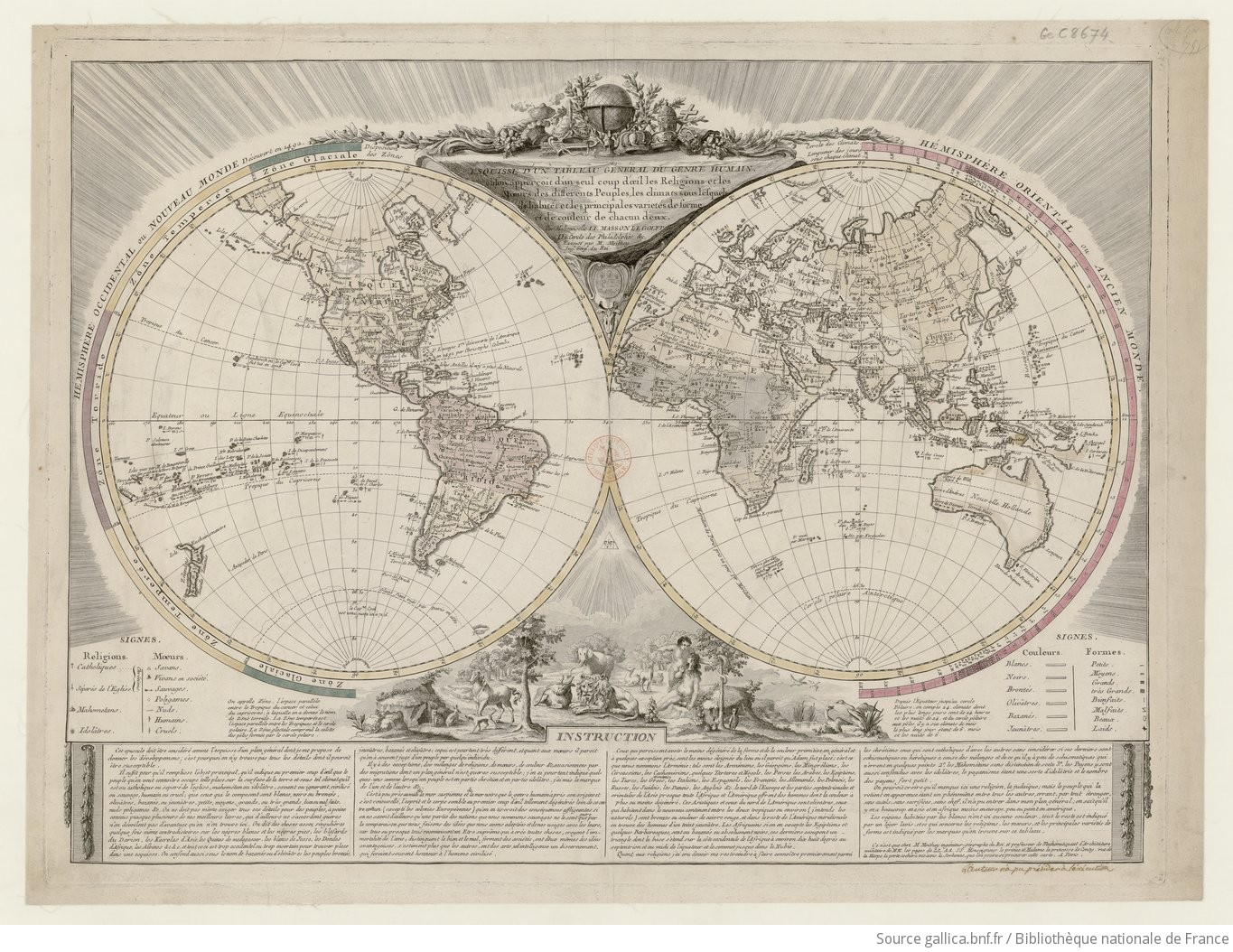
Marie Le Masson Le Golft, Esquisse d'un tableau général du genre humain (...), vers 1786, gravure sur cuivre, Paris, Bibliothèque nationale de France.

Issue d’une famille prospérant grâce à la traite atlantique, elle condamne pourtant l’esclavage dans ses écrits. Écrit en 1778, Coup d’œil sur l’état ancien et présent du Havre prend la forme d’une promenade fictive dans la ville du Havre entre l’autrice et un jeune homme de seize ans. En apercevant un navire prêt à partir pour la traite, elle fait part de ses réflexions sur l’esclavage :
« Je suis entré il y a peu de jours dans un semblable où j’ai tellement frémi d’horreur en écoutant ce qu’on disait et à l’aspect des fers que l’on leur prépare que je n’ai pas pu voir le navire comme je me l’étais proposé. Comment, me suis-je dit en moi-même, avec des mœurs si douces, tant de lumières et de philosophie, la cupidité peut-elle nous porter à étendre cette tache sur notre siècle ? » 
Elle écrit Balance de la nature en 1784. Trois ans plus tard, elle publie une Esquisse d’un tableau du genre humain, où l’on aperçoit d’un seul coup d’œil les religions et les mœurs des différents peuples, les climats sous lesquels ils habitent et les principales variétés de forme et de couleur de chacun d’eux. Proche de l’abbé Grégoire, Marie Le Masson Le Golft ne cesse de promouvoir dans ses écrits la tolérance entre les peuples.

#### Théodore Géricault (1791-1824)
Né à Rouen, Théodore Géricault est l’un des grands représentants du romantisme français. Peintre mais aussi dessinateur, lithographe et sculpteur, Géricault se forme dans l’atelier de Carle Vernet puis dans celui de Pierre-Narcisse Guérin. Le jeune peintre s’illustre d’abord par des scènes de batailles. Il connaît son premier succès au Salon en 1812 lorsqu’il expose l’Officier de chasseurs à cheval de la Garde impériale chargeant (1812, huile sur toile, Paris, musée du Louvre).

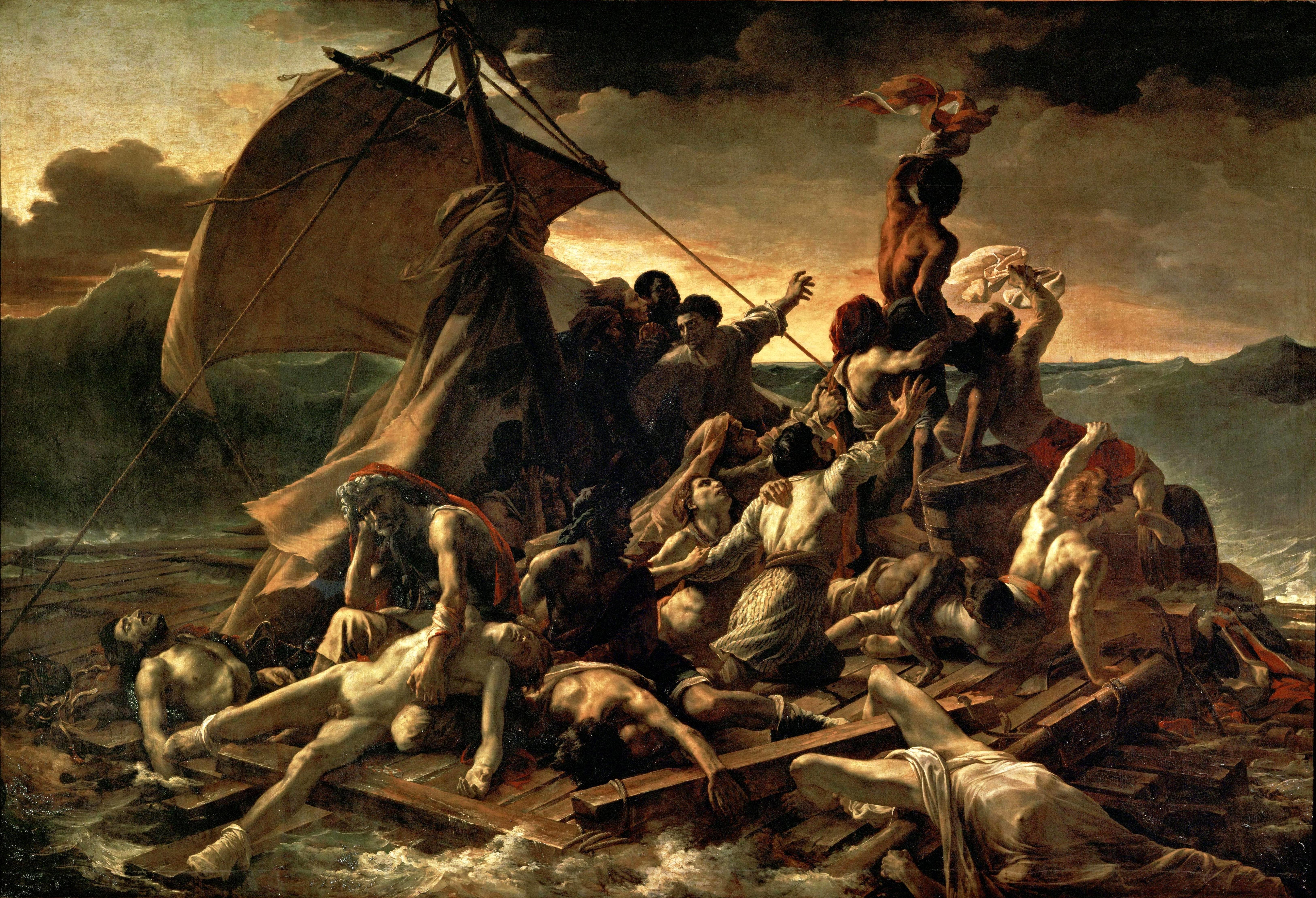
Théodore Géricault, Le Radeau de la Méduse, 1818-1819, huile sur toile, Paris, Musée du Louvre.

Il présente Scène d’un Naufrage au Salon de 1819. Renommée Le Radeau de la Méduse (1818-1819, huile sur toile, Paris, musée du Louvre), la toile illustre l’horreur vécue par les naufragés d’un navire se dirigeant vers le Sénégal en 1816. Il s’inspire du récit publié en 1817 par deux rescapés, le chirurgien Henri Savigny et l’ingénieur géographe Alexandre Corréard. Peut-être pour souligner le message abolitionniste livré par les deux survivants, le peintre place au sommet de sa composition un homme noir. Jacques de Caso désigne cet homme comme « l’emblème de la résistance des autres à la souffrance ». Selon Stéphane Guegan, le tableau devient « entre 1830 et 1848, l’étendard d’un autre combat, l’abolition de l’esclavage, et au-delà le miroir des aspirations profondes du romantisme au respect des libertés individuelles». Exposée par la suite en Angleterre, la toile ne cesse de faire parler. À propos du tableau, Charles Blanc écrit en 1842 :
« C’est ce pauvre esclave qui va délivrer tous ces hommes qui l’on asservi et dédaigné, et cela se passe sur cette même côte du Sénégal où l’on va prendre ses frères pour les conduire en servitude ! Noble idée d’avoir renversé les rôles ! »
Peut-être influencé par son séjour en Angleterre où les idées abolitionnistes sont très actives, Géricault souhaite peindre un marché aux esclaves en pendant au Radeau de la Méduse,. Cependant, l’artiste a seulement le temps de réaliser un dessin préparatoire avant de mourir. Intitulé La Traite des Noirs (1820, sanguine, pierre noire sur papier brun, Paris, École nationale supérieure des Beaux-Arts), ce dessin dénonce l’horreur de la traite en représentant la brutalité de la vente d’esclaves.

#### Alexis de Tocqueville (1805-1859)
Né à Paris, Alexis de Tocqueville est le descendant d’une famille noble normande. Après des études de droit, il voyage aux États-Unis de 1831 à 1832. Accompagné par Gustave de Beaumont, Tocqueville doit étudier le système pénitentiaire en Amérique. À son retour en France, il adhère à la cause abolitionniste et rejoint la Société française pour l’abolition de l’esclavage dès sa création en 1834. Fortement marqué par son voyage, il publie De la démocratie en Amérique en plusieurs volumes en 1835 puis en 1840.

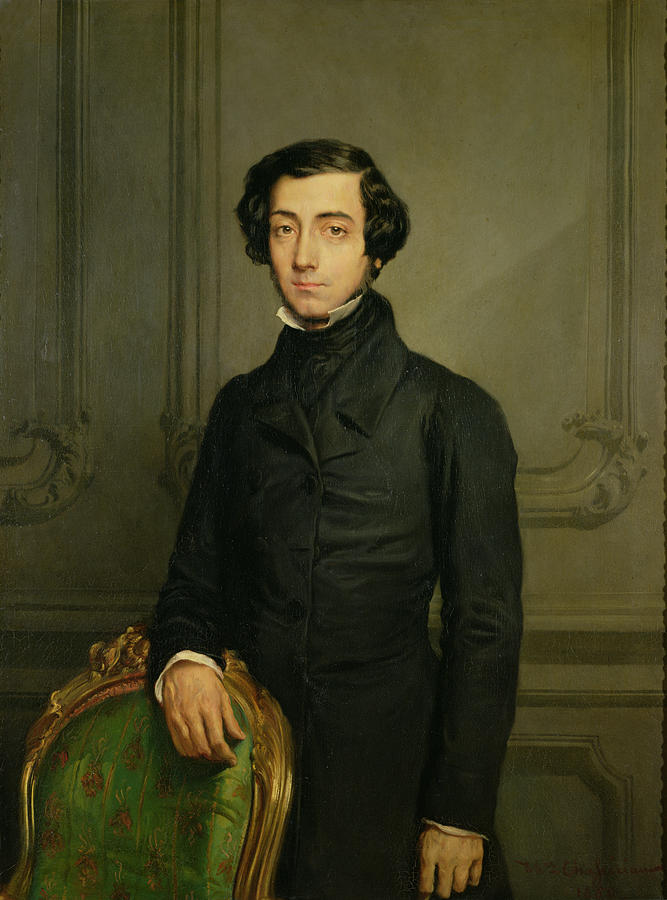
Portrait d'Alexis de Tocqueville en 1850, huile sur toile de Théodore Chassériau.

En 1836, il s’établit sur les terres de ses ancêtres dans le Cotentin et se lance dans une carrière politique en Normandie. De 1839 à 1851, il est député de Valognes dans la Manche. En 1842, il obtient le mandat de conseiller général du canton de Sainte-Mère-Eglise puis de Montebourg de 1842 à 1852. Il est également Président du Conseil Général de la Manche de 1849 à 1852. Sa carrière politique lui permet de prendre part aux débats sur la réforme du régime de l’esclavage en 1845,, débats qui aboutissent en juillet 1845 au vote des lois dite Mackau. Lors de son intervention devant la Chambre des députés le 30 mai 1845, il déclare : 
« À mes yeux, la question d’abolition de l’esclavage n’est pas seulement une question d’intérêt pour la France, mais encore une question d’honneur» 

#### François-Auguste Perrinon (1812-1861)
Né en 1812 à Saint-Pierre à la Martinique, François-Auguste Perrinon est un homme politique et activiste. Il arrive à Rouen avec sa mère Rose Piquion, esclave affranchie, et sa sœur Elisabeth Perrinon. Il étudie au collège de Rouen. Il part ensuite poursuivre ses études à Paris. En 1832, il est accepté à l’École polytechnique. Il est le premier métis à y étudier. À sa sortie de l'École d'application de Metz, il devient officier d’artillerie de marine.

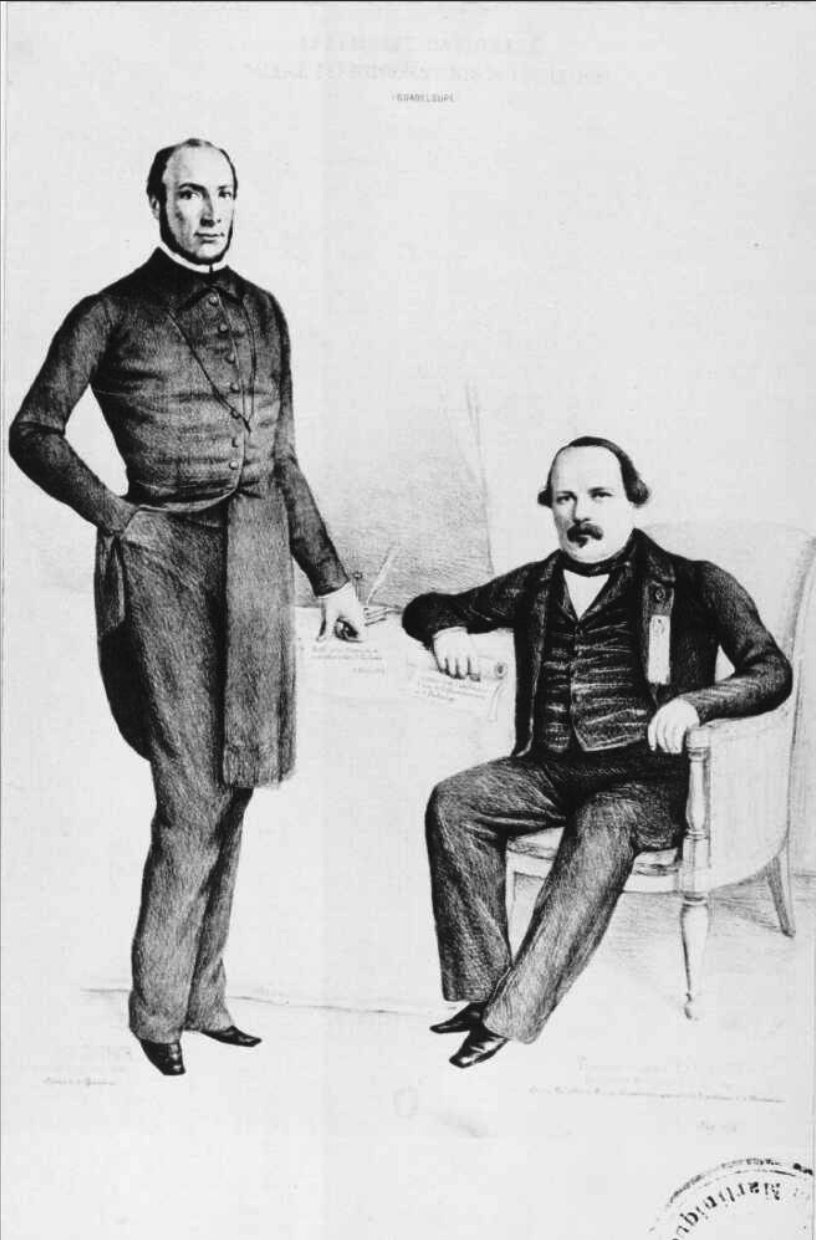
Victor Schœlcher (à gauche) et François-Auguste Perrinon (à droite), estampe de 1848, Archives de la Martinique.

Propriétaire de salines à Saint-Martin, Perrinon choisit d’y expérimenter une forme de travail libre et de supprimer les châtiments corporels. En mai 1847, il fait part de ses expérimentations en publiant « Résultats d’expérience sur le travail des esclaves » dans la Revue coloniale. Il est décoré de la Légion d'honneur le 11 novembre 1847. Proche de Victor Schœlcher, il fait partie des membres de la commission d’abolition de l’esclavage mise en place en mars 1848. Nommé commissaire de la République en Martinique en mai 1848, il est chargé d’apporter sur l’île le décret du 27 avril 1848 actant l’abolition de l’esclavage dans les colonies et les possessions françaises. En août 1848, il est élu représentant titulaire de la Guadeloupe à l’Assemblée Nationale aux côtés de Louisy Mathieu et Charles Dain. Il est réélu représentant titulaire de la Guadeloupe le 13 janvier 1850. La carrière politique de Perrinon s’achève en 1851 à la suite du coup d’État de Louis-Napoléon Bonaparte. Refusant de prêter serment au nouveau régime, François-Auguste Perrinon donne sa démission d’officier en 1853. Il repart à Saint-Martin où il meurt en 1861.

## Héritage et mémoire

### Présence noire en Normandie
La présence d’afro-descendant en Normandie continue d’être attestée après la fin de la traite transatlantique. Les études généalogiques ont même permis de retracer plusieurs générations d’individus et d’esquisser le portrait de personnages liés entre eux. Un cas intéressant est celui de la famille Brière de l’Isle :

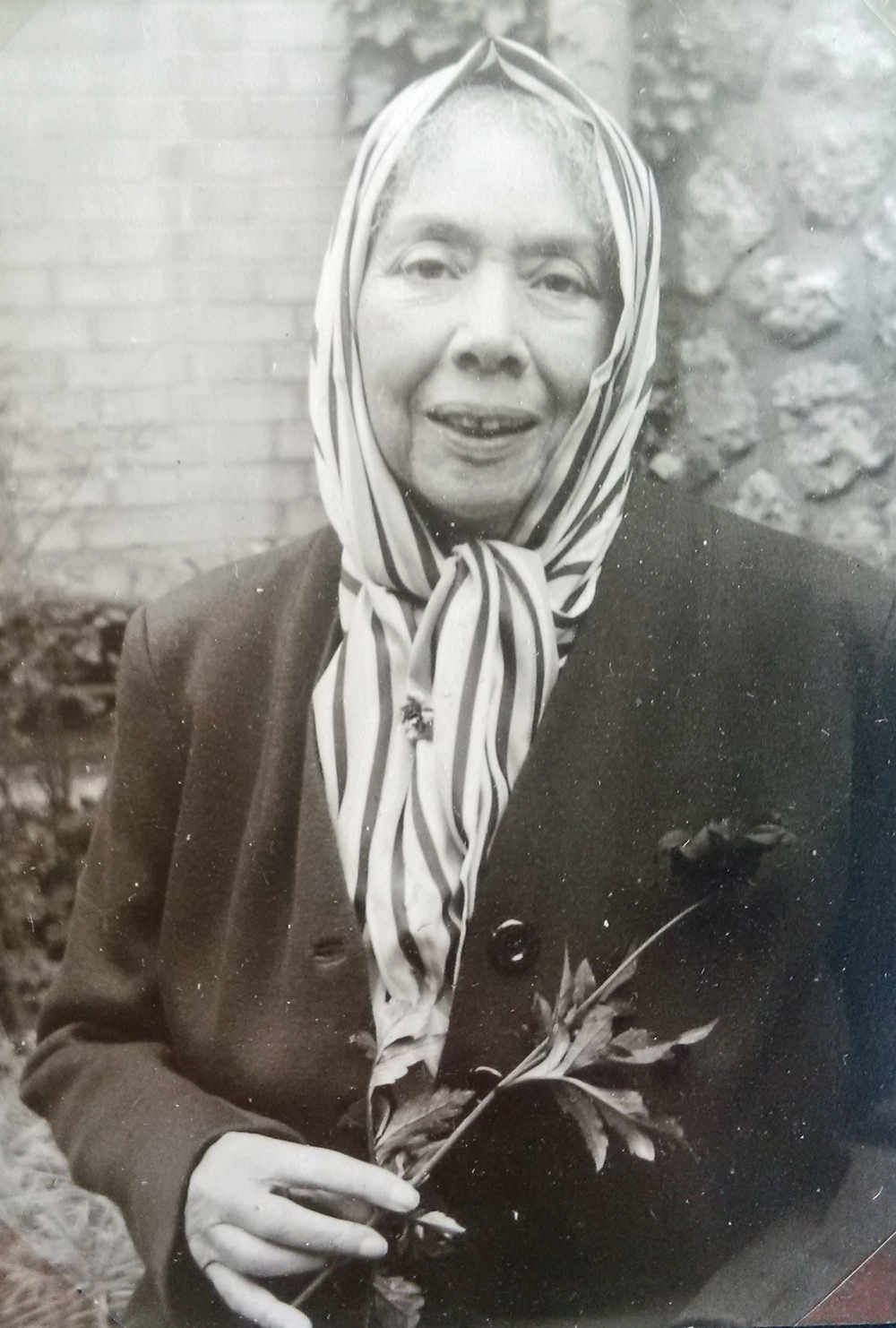
Suzanne Lacascade, photographiée en 1956 dans le jardin de l'Hôtel Mezzara.

Au début du XIXème siècle, Edmé Claude Laurent Brière de l’Isle (1779-1849) issu d’une famille de négociants en Martinique depuis 1720 entretient une relation de concubinage avec Louise Françoise Suzanne dite "Cythère". Il s’agit d’une quarteronne libre née vers 1790, son acte de confirmation de liberté en date du 28 vendémiaire an XII (23/10/1803) est d’ailleurs conservé. Louise Françoise a trois enfants avec Edmé de la Brière bien que le régime du "Code noir" (20 mai 1802), punisse lourdement toute personne ayant des enfants avec une esclave (art.9 ) et que les descendants d'esclaves soient strictement régis. Edmé est finalement contraint de se séparer de Françoise et ses enfants. Il les envoie sur le continent où le Code Noir ne s’applique pas. Françoise arrive à Rouen entre 1810 et 1830. Établis à Rouen et à Paris, les garçons métis, reconnus par leur père et autorisés à porter les armes des Brière, deviennent libraires, éditeurs et négociants. Ainsi, Thomas Napoléon (1806-1872) étudie le droit et se fait recruter au journal de Rouen. Associé à Frédéric Baudry, il achète le journal "La Vieille Feuille Rouennaise" que ses fils transformeront en « Journal de Rouen ». En 1833, son imprimerie située rue St-Lô, avec 20 ouvriers, est la seconde de Rouen. Après son décès, l'imprimerie est reprise par sa veuve et son fils Léon Thomas Louis (1837-1900). Il utilise son activité de presse au service de la lutte pour la constitution. Son influence politique est importante à Rouen mais aussi Paris et Saint-Pierre à l’époque de l’abolition. Après le coup d’Etat du 2 décembre 1851, il engage l’avocat martiniquais Victor Cochinat célèbre pour ses articles politiques. Ce dernier devient le premier conservateur de la bibliothèque Schœlcher. Des travaux généalogiques menés par Emmanuelle Gall et des descendants de Cythère ont permis de mettre en avant les portraits de personnalités aux trajectoires multiples tels que Auguste-François Perrinon ou encore Marie Maillard-Brière de l'Isle, membre du Conseil national des femmes françaises. La descendance a pu être retracée jusqu'à Suzanne Lacascade née en 1884 en Martinique et morte en 1990 à Paris, qui est la première martiniquaise à avoir été publiée.

### Recherche sur la traite et les expositions dédiées
« Esclavage, mémoires normandes » est une exposition qui a été présentée de manière simultanée au Havre, à Honfleur et à Rouen entre le 10 mai et le 10 novembre 2023. Ces trois villes ont été les principales villes normandes à participer à la traite en finançant les navires de traite ou en étant leur point de départ. Cette exposition, multi-site, avait pour objectif de raviver la mémoire de la traite atlantique en Normandie. L’oubli de l’histoire de la traite atlantique en Normandie avait été souligné dans l’article « Le Havre-négrier, de la défense de l’esclavage à l’oubli ».
L’exposition a été présentée à l’Hôtel Dubocage de Bléville (au Havre), au musée Eugène Boudin (à Honfleur) et au musée industriel de la Corderie Valois (à Rouen),. Cette exposition a été reconnue d’intérêt national par le Ministère de la Culture. Un large travail de collaboration a eu lieu entre les trois villes, leurs musées ainsi que leurs archives afin d’aboutir à cette exposition régionale.
Chacun des trois lieux disposait de son propre parcours, unique curatorié par un commissaire spécifique. Le parcours à l'Hôtel Dubocage de Bléville du Havre avait pour titre « Fortunes et Servitudes » et était plus tourné vers les différents protagonistes de la traite atlantique. Le parcours au sein du Musée Eugène Boudin à Honfleur avait pour titre « D'une terre à l'autre » et traitait plus en détail du récit du parcours des déportés vers les Antilles. Enfin le parcours proposé au musée industriel de la Corderie Valois à Rouen avait pour objectif de mettre en avant la prospérité économique qu'a connu la vallée de la Seine du fait de la traite atlantique, elle avait pour titre : « L'envers d'une prospérité ».

### Contributions d'artistes contemporains à l'exposition "Esclavage, mémoires normandes"

#### Elisa Moris-Vai et Gilles Elie-dit-Cosaque à la Maison de l'Armateur au Havre
L'exposition« Esclavage, mémoires normandes» s'est déployée sur trois villes : Honfleur, Rouen et le Havre. Au Havre, en parallèle du parcours « Fortunes et Servitudes » de l'Hôtel Dubocage de Bléville, était présentée une exposition à la Maison de l'Armateur.

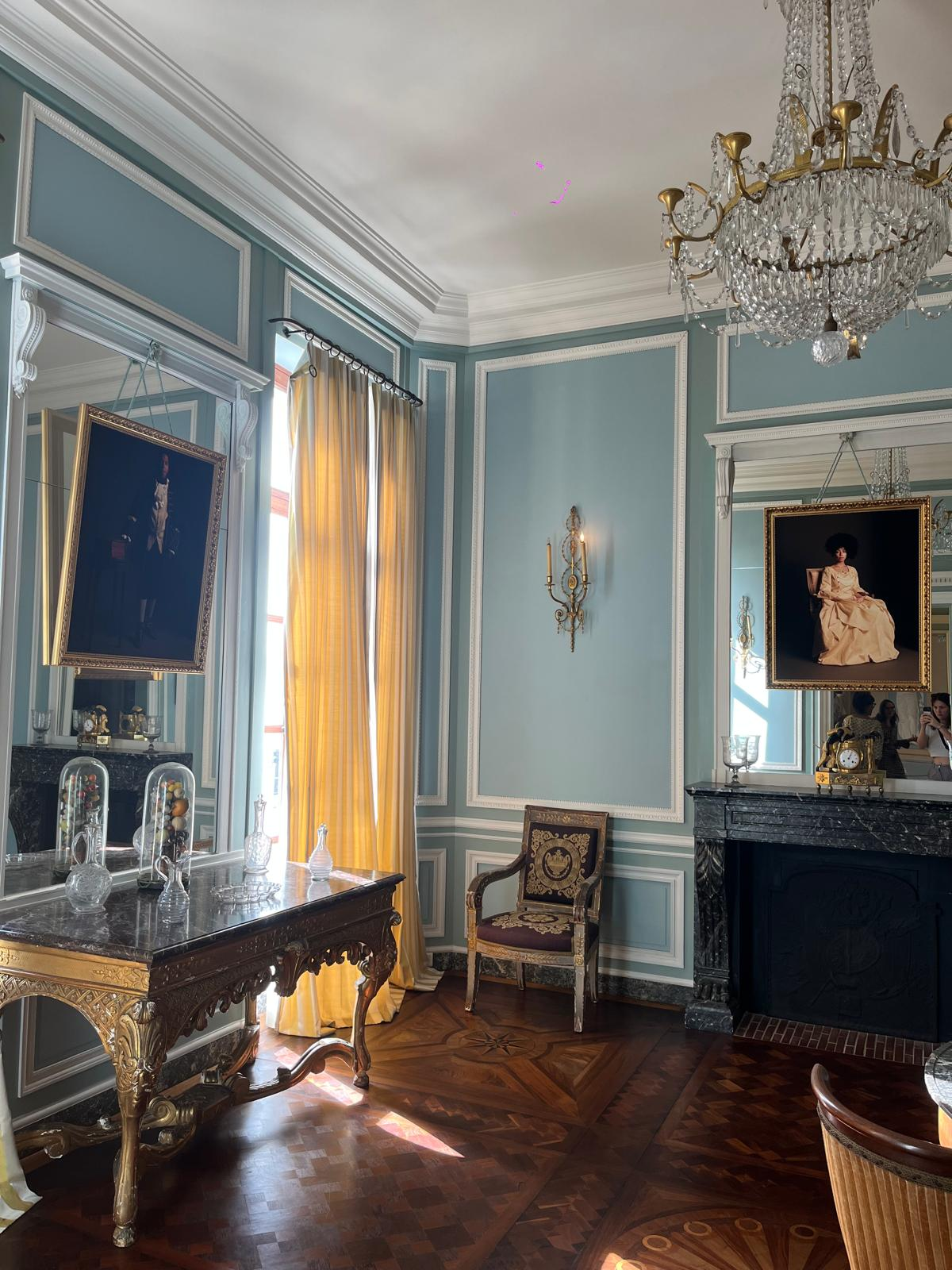
Vue de l'exposition "Esclavage Mémoires Normandes", Exposition d'intérêt national, Musées d'Histoire du Havre, Maison de l'Armateur, 2023. Aux murs, les oeuvres d'Elisa Moris-Vai.

La Maison de l'Armateur est un des derniers témoins représentatifs des grandes demeures du XVIIIe siècle, symboles de la prospérité du négoce havrais. Rachetée par la municipalité en 1955 pour en faire un musée d’arts décoratifs, la maison-musée n’ouvre qu’en 2005, remeublée partiellement pour évoquer la demeure de l'armateur Foäche.
Les œuvres de deux artistes contemporains sont présentées à l'occasion de l'exposition :
Récit National (2020) est une installation d’Elisa Moris Vai. Elle est composée d'une série de photos et de vidéos, portraits d’hommes et de femmes descendants d’esclaves, qui posent à la manière des peintures européennes du XVIIIe siècle. Une deuxième série de photographies nous montre les mêmes personnes, cette fois dans leur tenue du quotidien. Chacune des personnes photographiées, Ruddy, Maëla, Lorenza, Lydie, Léa, Jérôme, Claude, Dimitri, Leïla et Christelle, originaires de Guadeloupe, La Réunion, Guyane, Martinique, Haïti, a également livré un témoignage personnel libre sur l’esclavage. Toutes les vidéos des témoignages sont disponibles sur le site de l’artiste.
Le projet Récit National est né de la visite de musées côtiers en France. L’artiste « a été frappée par des portraits du XVIIIe siècle de familles d’armateurs et d’industriels enrichis par la traite et l’esclavage. Ces photographies font état d’un statut social et de biens matériels provenant de la déportation et de la mise en esclavage de milliers de personnes. »
Deux séries de collages de l’artiste Gilles Elie-Dit-Cosaque sont également présentées : les séries Lambeaux et Xslave. Ces œuvres mixtes, assemblées, composites, évoquent la créolisation du monde et l’origine douloureuse de la modernité : « C’est une manière d’interroger l’ici et le maintenant et de confronter les iconographies à l’Histoire, en suggérant des histoires intimes. »
L'artiste déclare : « J’habite aussi la Maison de L’armateur, lieu de mémoire, lieu de témoignage de l’histoire de la ville et de son ADN : le commerce maritime. Et cela sur une période des plus florissantes mais qui repose aussi sur des fondations inhumaines. La présence de ces images est une manière de prolonger, appuyer le travail déjà entrepris dans ce lieu, c’est aussi la mise en place d’un intéressant paradoxe, la création d’une sorte de mémoire par anticipation. Mémoire résultant de la confrontation, aujourd’hui, entre un espace qui nous transporte aux alentours de la fin du 18e et le début 19e siècle et de travaux du 21e siècle qui travaillent, explorent, rappellent, les coulisses amorales de la vie de cet espace. »
La présence de ces contres-récits, au sein de la maison de l’Armateur, symbole fort du pouvoir et de la puissance dominatrice de l’état français vis-à-vis de ses colonies et des populations asservies, vient contrebalancer le récit hégémonique français, le « récit national ». Elle permet aussi aux communautés descendantes d’esclaves, trop souvent invisibilisées, de prendre part au récit national et d’intégrer à leur tour un lieu historique de pouvoir.

#### Emmanuelle Gall et Nicola lo Calzo au Musée industriel de la Corderie Vallois, Notre-Dame-de-Bondeville (Rouen)

Vue de l’exposition au Musée industriel de la corderie Vallois. A droite : photographies de Nicola lo Calzo, à gauche : œuvre d’Emmanuelle Gall.

Le parcours proposé à Rouen, au musée industriel de la Corderie Vallois, était intitulé "L'envers d'une prospérité" et mettait en avant l'intégration de Rouen, pourtant plus dans les terres, à l'économie du système esclavagiste normand.

La Corderie Vallois est une ancienne usine textile dans la banlieue de Rouen qui a conservé ses machines. Le lieu était lié au commerce esclavagiste par l’importation de coton afin de produire des « Indiennes », qui servaient à leur tour de monnaie d’échange contre des esclaves sur les côtes ouest africaines. On y utilisait également l’indigo, importé principalement depuis les plantations et les indigoteries de Saint-Domingue afin de teinter les tissus en bleu.

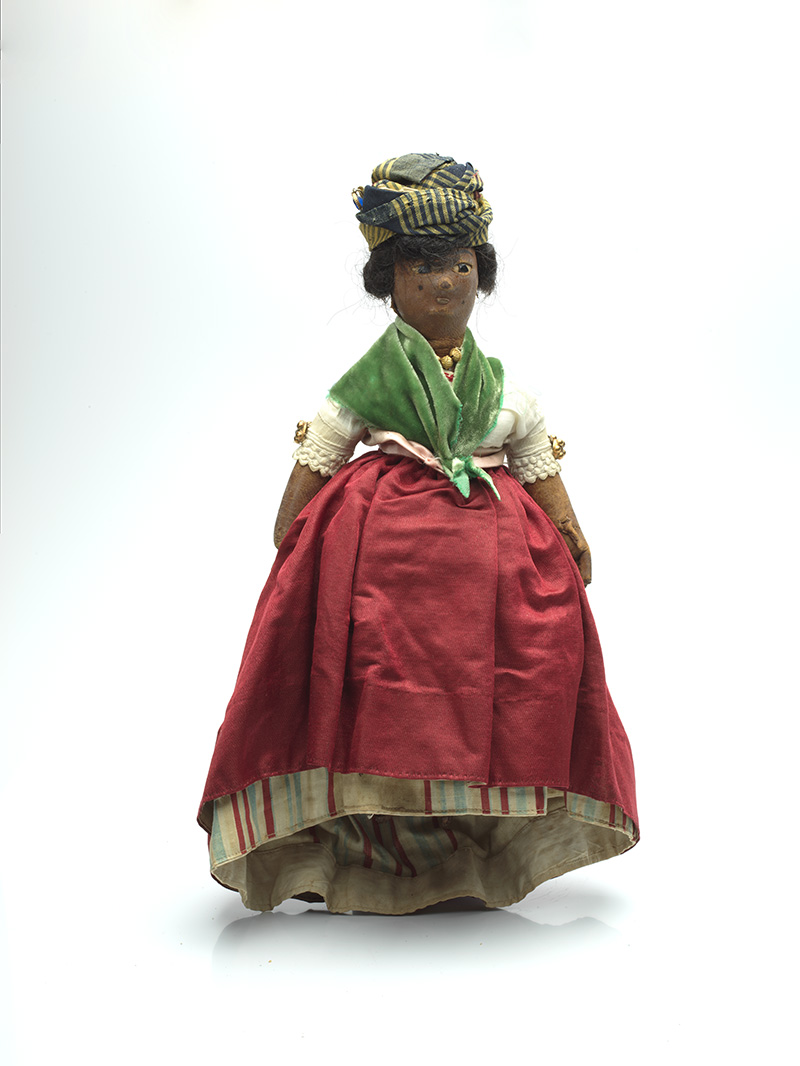
Poupée antillaise ou popote, La Martinique, 2nde moitié du XIXe siècle.

Au sein de cet espace, en écho avec les collections du musée, sont exposées les œuvres de deux artistes contemporains : Emmanuelle Gall et Nicola lo Calzo.
Dans son travail pour le musée industriel de la Corderie Valois, Emmanuelle Gall réalise une enquête intime au sein de sa généalogie, à la recherche de ses ancêtres. Le point de départ de son parcours artistique est la poupée « Lapopote », qui lui a été transmise par sa grand-tante. A partir de cet objet mystérieux, elle s’interroge sur ses propres origines, et sur une histoire familiale et nationale qui lui a été longtemps cachée.
Son installation plastique permet de tisser la toile d’un passé qui a connu une rupture, celui de la mise en esclavage de ses ancêtres. L'esclavage conduit à une double perte d’identité : on oublie son nom, on oublie d’où l’on vient. Le travail de généalogie et de mémoire est une démarche fondamentale dans la tentative de retrouver ces repères identitaires essentiels. Ainsi l’artiste a créé par-dessus l’oubli et l’effacement, pour reconstituer les liens. Son installation permet d’aller visiter des histoires qui résonnent avec une partie de la population rouennaise.
Emmanuelle Gall conduit également un travail éditorial et littéraire en rééditant l’œuvre de son ancêtre Suzanne Lacascade, écrivaine pionnière du mouvement de la Négritude et première femme antillaise publiée en France.
Pendant 10 ans, le photographe Nicola lo Calzo a entrepris un travail monumental sur les routes de l’esclavage. Le projet KAM l’a ainsi conduit dans les Caraïbes, sur les côtes africaines, aux Amériques, à la recherche des « mémoires de la résistance à l’esclavage et au colonialisme. »
Son travail illustre deux grands aspects de l’histoire de l’esclavage :
D'une part, les mémoires collectives et les lieux de mémoire : en photographiant les indigoteries, des sites archéologiques, la plage d’Elmina (fort mis en place par les Dieppois, d’où partaient un grand nombre d’esclaves en direction des Amériques), Lo Calzo réalise une cartographie des lieux historiques et mémoriels de l’esclavage.
D'autre part, les mémoires du patrimoine immatériel, classé à l’Unesco : son travail montre également des manifestations performatives, rituels, carnavals, et permet de présenter au public la vivacité de ces mémoires ainsi que leur ancrage dans le présent.

Les interventions d’Emmanuelle Gall et de Nicola lo Calzo au Musée industriel de la Corderie Valois montrent l’actualité de la mémoire de l’esclavage, son ancrage dans le présent et son importance mémorielle pour de nombreuses personnes encore aujourd’hui.

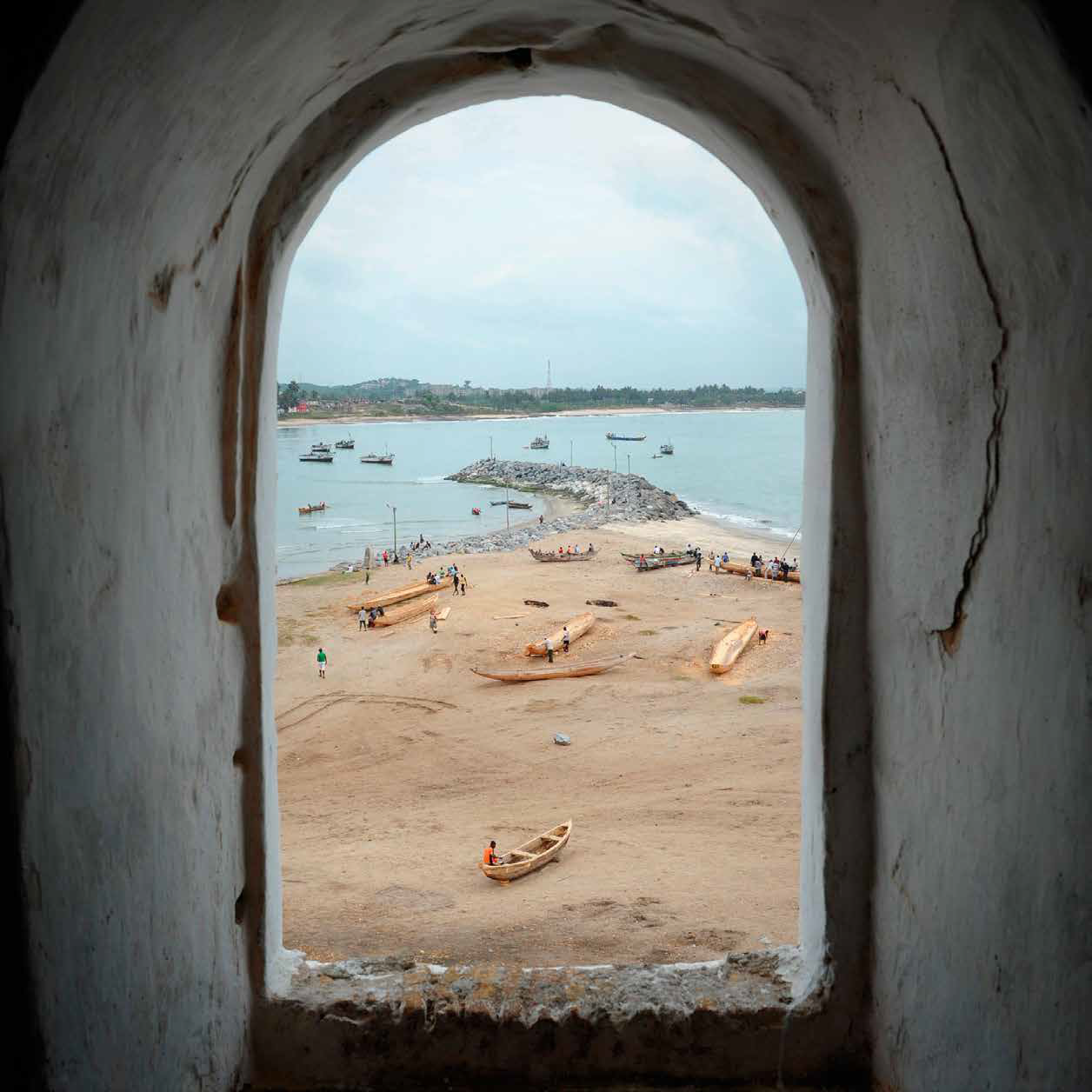
Nicola lo Calzo, Vue sur l’atelier de construction des pirogues, Fort d'Elmina, Ghana, 2023.
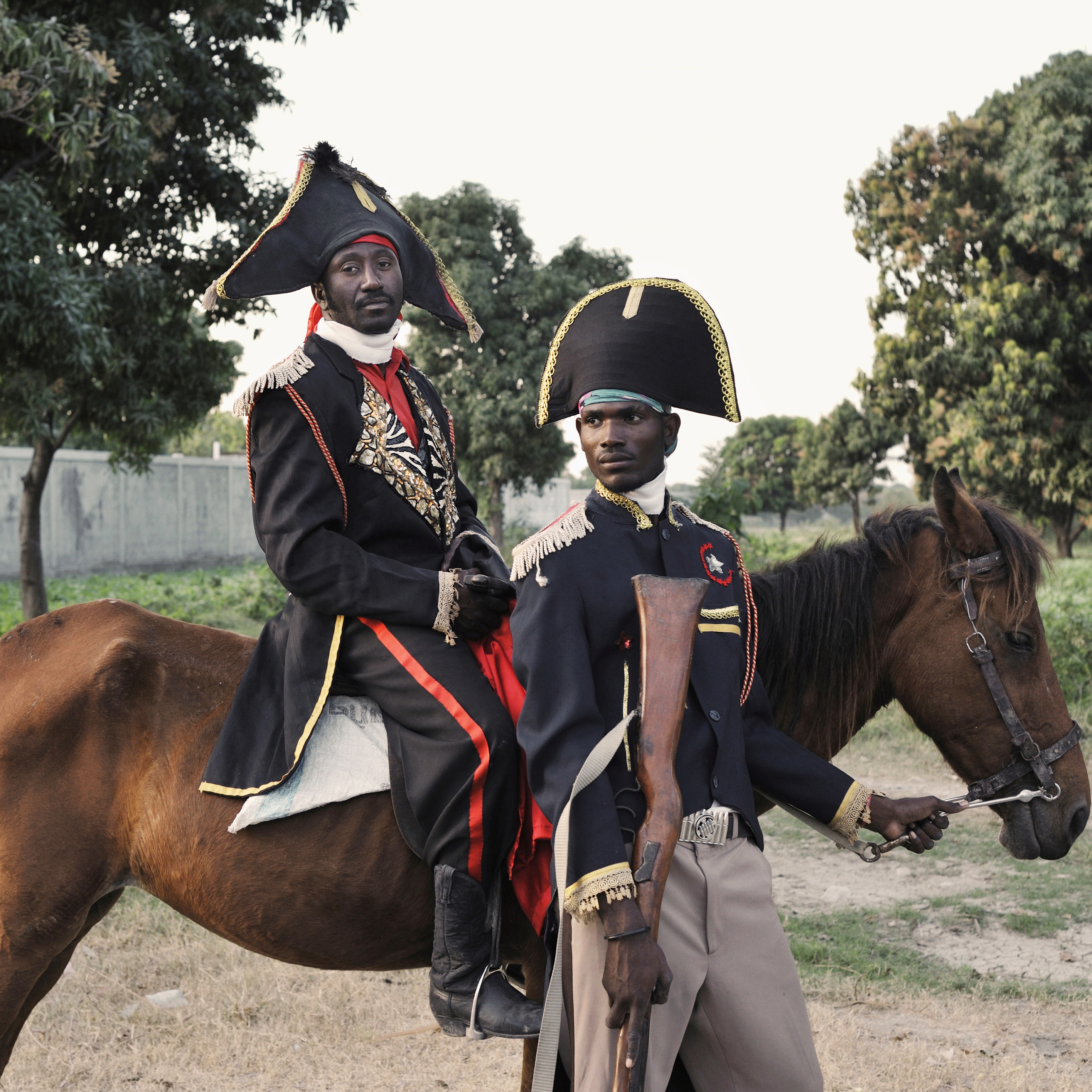
Nicola lo Calzo, Destiné Marcellus, alias Jean Jacques Dessalines et Charlotin Marcadieu, Croix-des-Bouquets, Haïti, 2013.

#### Ouvrages généraux
- Charles Collignon et Thierry Vincent, Le Havre, un port négrier. XVIIe-XIXe siècles., Le Havre, Archives municipales du Havre, 2019 (lire en ligne).
- Éric Saunier, La Traite des Noirs et l'esclavage : du siècle des Lumières au temps des abolitions, Fascicule histoire n°40, CREA, 2010.
- Éric Saunier, Histoire et mémoire de la traite négrière, de l'esclavage, et de leurs abolitions en Normandie, Presses universitaires de Rouen et du Havre, 2013.
- Éric Saunier (dir.), Esclavage, mémoires normandes : Les ports normands dans la traite atlantique (XV-XXIe siècles), Silvana Editoriale, 2023, 400 p. (ISBN 9788836654680, présentation en ligne).

#### Ouvrages spécialisés
- Nina Athanassoglou-Kallmyer, Théodore Géricault, Phaidon, 2010 (ISBN 978-0-7148-5607-0).
- Nicolas Baverez, Le monde selon Tocqueville : combats pour la liberté, Éditions Tallandier, 2021 (ISBN 979-10-210-4983-3).
- Isabelle Brouard-Arends, Marie-Emmanuelle Plagnol-Diéval, Femmes éducatrices au temps des Lumières, Presses universitaires de Rennes, 2007 (ISBN 978-2-7535-0468-4).
- Hervé Chabannes, Eric Saunier et Eric Wauters, Pierre-Philippe Urbain Thomas : un intellectuel havrais au temps des révolutions, L'écho des vagues, 2022 (ISBN 978-2-918616-57-3).
- Andrew S. Curran, L'Anatomie de la noirceur. Science et esclavage à l'âge des Lumières, Garnier, 2017 (ISBN 978-2-406-06403-9).
- Annie Dufour (dir.), Le modèle noir de Géricault à Matisse, Musée d'Orsay : Flammarion, 2019 (ISBN 978-2-35433-281-5).
- Régis Michel (dir.), Géricault, La Documentation française, 1996.
- Erick Noël, Être noir en France au XVIIIème siècle, 2006 (ISBN 978-284734-299-4).
- Nelly Schmidt, Abolitionnistes de l'esclavage et réformateurs des colonies, 1820-1851 : analyse et documents, Karthala, 2001 (ISBN 2-84586-102-8).
- Olivier Pétré-Grenouilleau, La révolution abolitionniste, Gallimard, 2017 (ISBN 978-2-07-014756-4).

#### Articles
- Luce-Marie Albigès, « La traite à la 'Côté d'Angole' », Histoire par l'image [en ligne],‎ avril 2007 (lire en ligne).
- Sylvie Barrot, « Présence Noire au Havre sous l'Ancien Régime : première approche à partir des sources locales », dans Figures d'esclaves : présences, paroles, représentations, Presses universitaires de Rouen et du Havre, 2012.
- Lucie Brachais, « La traite et l'esclavage en Basse-Seine : les apports du fonds Boyvin-Colombel », Cahiers havrais de recherche historique, no 73,‎ 2015.
- Malcolm Cook, « Une année dans la vie de Bernardin de Saint-Pierre : 1788 », dans Autour de Bernardin de Saint-Pierre, Presses universitaires de Rouen et du Havre, 2010 (lire en ligne).
- François Dutertre, « Les Tocqueville, une famille du Cotentin », Études normandes, no 4,‎ 2009 (lire en ligne).
- Annick François-Haugrin, « Le contexte pré-abolitionniste et le problème de ses répercussions sur le comportement de l’esclave martiniquais (1845-1848) », Dialogues d'histoire ancienne, vol. 11,‎ 1985 (lire en ligne).
- Albert Jauze, « Malgaches et Africains à Bourbon : La Réunion à l'époque de l'esclavage », Hommes et Migrations, vol. 1275, no 1,‎ 2008 (lire en ligne).
- Jean-Pierre Lemercier, « Claude Nicolas Le Cat et l’Académie des Sciences, Belles Lettres et Arts de Rouen », Histoire des Sciences médicales, vol. 35, no 2,‎ 2001 (lire en ligne).
- Albert Nicollet, « Alexis de Tocqueville, un intellectuel engagé », Cahiers de l’histoire et des mémoires de la traite négrière, de l’esclavage et de leurs abolitions en Normandie, vol. 2,‎ 2009 (lire en ligne).
- Nelly Schmidt, « Les abolitionnistes français de l’esclavage, 1820-1850 », Revue française d'histoire d'outre-mer, vol. 87, nos 326-327,‎ 2000 (lire en ligne).
- Olivier Perru, « L’abbé Jacques-François Dicquemare (1733-1789), un zoologiste havrais et ses découvertes sur les anémones de mer », Bulletin d’histoire et d’épistémologie des sciences de la vie, vol. 19,‎ 2012 (lire en ligne).
- Madeleine Pinault-Sørensen, « Les négresses blanches de l'abbé Dicquemare », Études Normandes, vol. 2,‎ 2008 (lire en ligne).
- Madeleine Pinault-Sørensen, « Le regard de quelques membres de l’Académie de Rouen sur les noirs au temps des Lumières », Revue du Philanthrope,‎ 2009 (lire en ligne).